# Zla Kolata
Zla Kolata/Kollatë e Keqe (în muntenegreană Zla Kolata, în albaneză Kollatë e Keqe, în sârbă Зла Колата) este un vârf secundar al muntelui Kolata (în muntenegreană Kolata, în albaneză Mal i Kollatës, în sârbă Колата) din masivul Prokletije, Alpii Dinarici, situat în sud-estul Muntenegrului și în nordul Albaniei, pe linia de frontieră dintre cele două țări, reprezentând punctul de maximă altitudine din Muntenegru. Cel mai înalt vârf al muntelui Kolata, Ravna Kolata (în albaneză Maja e Kollatës, în muntenegreană Ravna Kolata, 2.552 m), se află la aproximativ un kilometru spre sud-est, pe teritoriul Albaniei.
În Muntenegru, se consideră adesea că cel mai înalt vârf al țării este Bobotov Kuk (2.523 m), cel mai înalt vârf al masivului Durmitor, acesta fiind situat în vatra Muntenegrului și având o semnificație istorică și culturală pentru muntenegreni, în timp ce muntele Kolata este situat pe granița cu Albania.
Muntele Kolata face parte din parcurile naționale Alpii Albanezi (din Albania) și Prokletije (din Muntenegru).

## Toponimie
Numele vârfului Zla Kolata se traduce prin „Kolata cel rău”. Un alt vârf secundar este Dobra Kolata, „Kolata cel bun” (în muntenegreană Dobra Kolata, în albaneză Kollata e mirë, 2.528 m), al doilea cel mai înalt vârf din Muntenegru, care se află la puțin mai mult de 100 de metri spre nord-est, vârfurile fiind conectate printr-o creastă al cărei col are o altitudine de 2.416 m. Sensul termenului „Kolata” este neclar, cu toate acestea, termenul „Kolac”, care apare și el ca denumire, poate fi interpretat drept „suport, țăruș, jalon” sau „îngrămădire, acumulare”.

## Controversa înălțimii
Pentru vârful Zla Kolata sunt date diferite valori ale înălțimii, o valoare exactă nefiind clar stabilită. De obicei este menționată o înălțime de 2.534 m, ceea ce înseamnă că acesta se înalță peste Bobotov Kuk cu 11 metri. Această valoare a înălțimii vârfului Zla Kolata figurează și pe un marcaj de pe vârf. Pe de altă parte, hărțile albaneze prezintă o înălțime de doar 2.519 m. În literatura mai veche din Iugoslavia, se vorbește despre o înălțime de 2.530 m, fără a se menționa exact care vârf muntenegrean este cel denumit Maja Kolac. O hartă mai recentă a părții din Muntenegru a masivului Prokletije indică o altitudine de 2.535 m. Într-un raport de ascensiune, se susține că înălțimea lui Zla Kolata nu a fost niciodată determinată oficial și că măsurătorile efectuate cu ajutorul tehnologiei GPS au arătat o înălțime de 2.528 m. Acest lucru este de asemenea menționat uneori în literatura de specialitate. Totuși, cu o singură excepție, toate valorile înălțimii vârfului Zla Kolata sunt mai mari decât valoarea oficială a înălțimii vârfului Bobotov Kuk prezentată de Oficiul de Statistică din Muntenegru.

## Geografie
Muntele Kolata este situat la zece kilometri nord-est de Jezerca (2.694 m) și la douăzeci de kilometri vest de Đeravica (2.656 m), cele mai înalte două vârfuri ale masivului Prokletije, făcând parte dintr-o creastă montană situată pe versantul nordic de deasupra văii râului Valbona, creastă care formează granița dintre Muntenegru și Albania și linia de separare a bazinelor hidrografice ale Drinului și Dunării. Pe partea albaneză, la poalele muntelui se află satul Valbonë. Pe partea muntenegreană, cea mai apropiată localitate este Gusinje.
Kolata este o zonă puternic carstificată, regiunea de vârf fiind acoperită de zăpadă până la începutul verii. Culmile de la vârf spre nord-vest și nord-est formează cumpăna apelor și constituie linia de graniță. Creasta care se întinde spre sud-sud-vest coboară abrupt către valea râului Valbona. Din punctul cel mai înalt, o creastă destul de plată, dar cu pereți abrupți, mai ales pe latura de nord, coboară spre nord-vest, până la o șea de unde se înalță abrupt vârfurile Zla Kolata și Dobra Kolata. Versantul nordic al vârfului Zla Kolata este un perete vertical de stâncă. 

## Parcul național Prokletije
Parcul Național Prokletije (în muntenegreană Nacionalni park Prokletije) este cel mai tânăr parc din Muntenegru, fiind înființat în anul 2009. Suprafața parcului este de 16.038 ha.
Se caracterizează prin numeroase vârfuri înalte, ascuțite și zimțate, ai căror versanți sunt extrem de abrupți. Pe teritoriul parcului național Prokletije se găsește cel mai înalt vârf din Muntenegru, Zla Kolata (2.534 m). În parc există numeroase lacuri glaciare, pâraie și torenți, izvoare termale, surse de apă de suprafață și mici lacuri montane. Clima este continentală, alpină și subalpină. Iernile sunt foarte aspre și lungi, iar verile sunt scurte și răcoroase.

### Floră
Peste 1.600 de specii de plante au fost înregistrate pe teritoriul parcului național, ceea ce reprezintă aproximativ o cincime din totalul florei balcanice. Au fost evidențiate 40 de comunități tipice de plante. În regiunile montane înalte a fost identificate 180 de specii endemice balcanice, 64 taxoni de plante vasculare care au statut de protecție națională și 5 specii cu protecție internațională.
În toate ecosistemele din Prokletije și la toate altitudinile, există plante care pot fi folosite ca alimente sau ca mirodenii. Multe dintre aceste specii au și proprietăți medicinale. Cele mai importante specii comestibile sunt: afinul (Vaccinium myrtillus), alunul (Corylus avellana), cornul (Cornus mas), zmeurul (Rubus idaeus), murul (Rubus fruticosus) și coacăzul negru (Ribes nigrum).
Dintre plantele melifere se găsesc trifoiul (Trifolium), valeriana (Valeriana officinalis), menta sălbatică (Mentha spicata), măceșul (Rosa canina), călinul (Viburnum opulus).

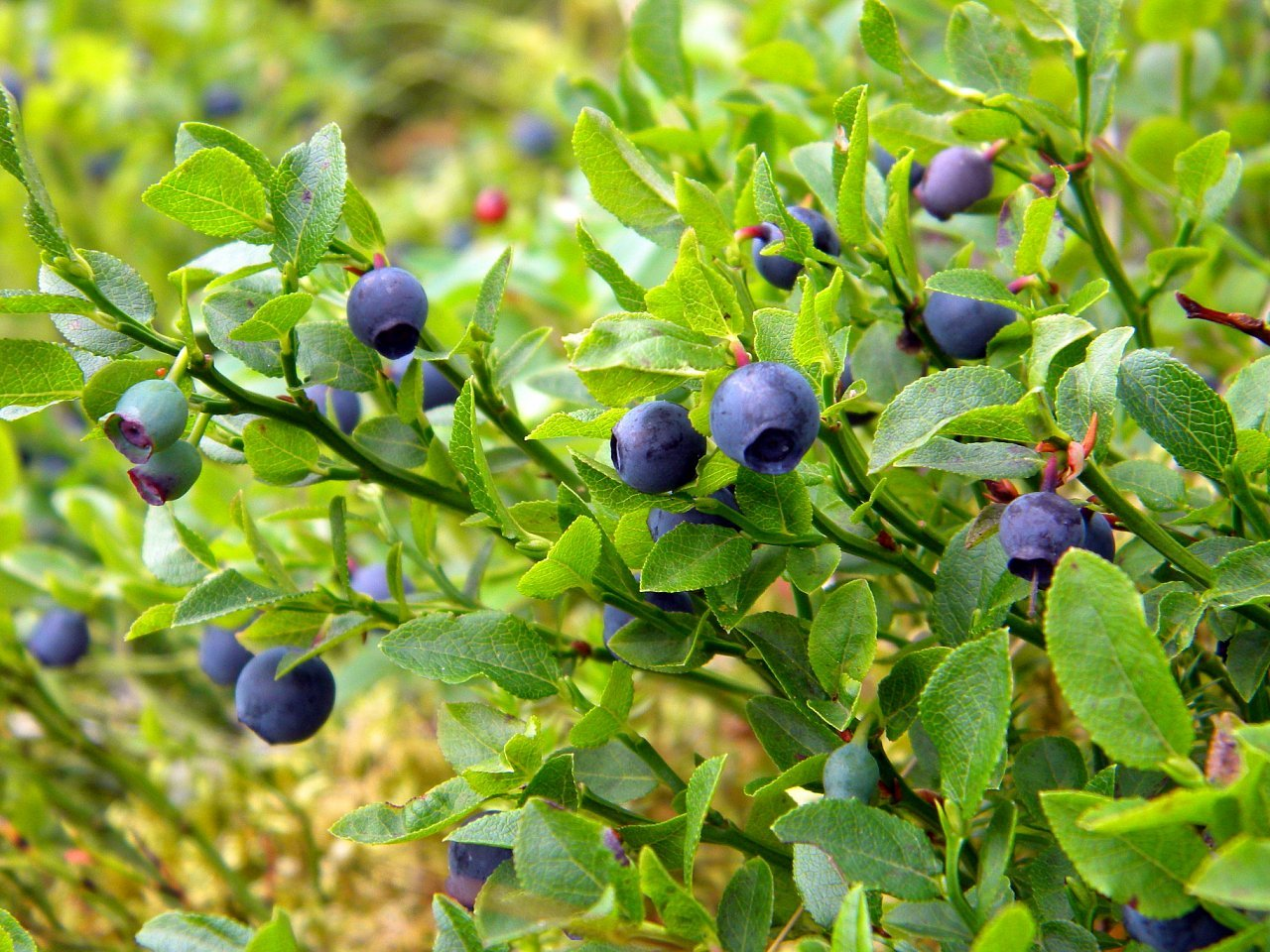
Afin Vaccinium myrtillus
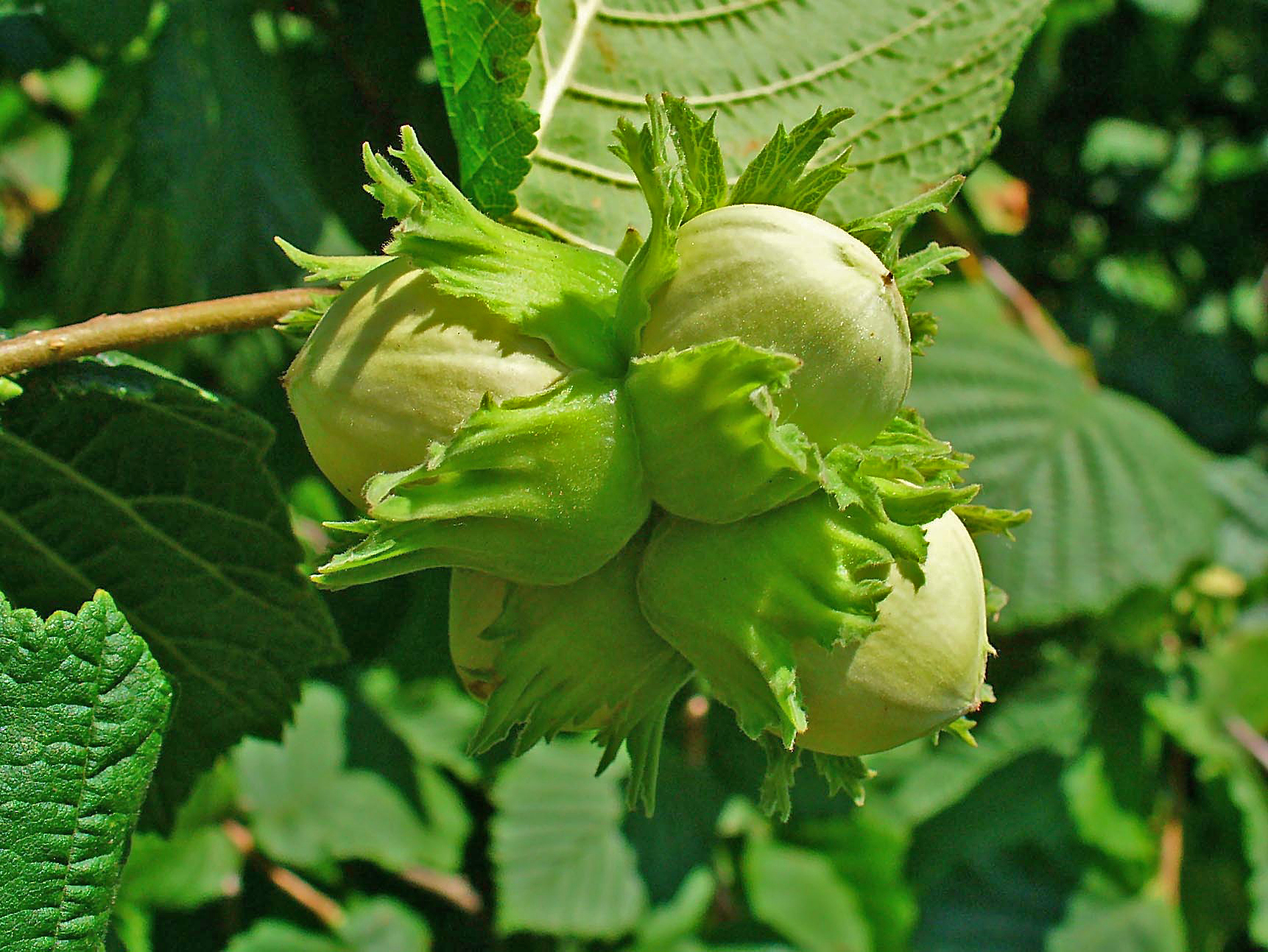
Alun (Corylus avellana)
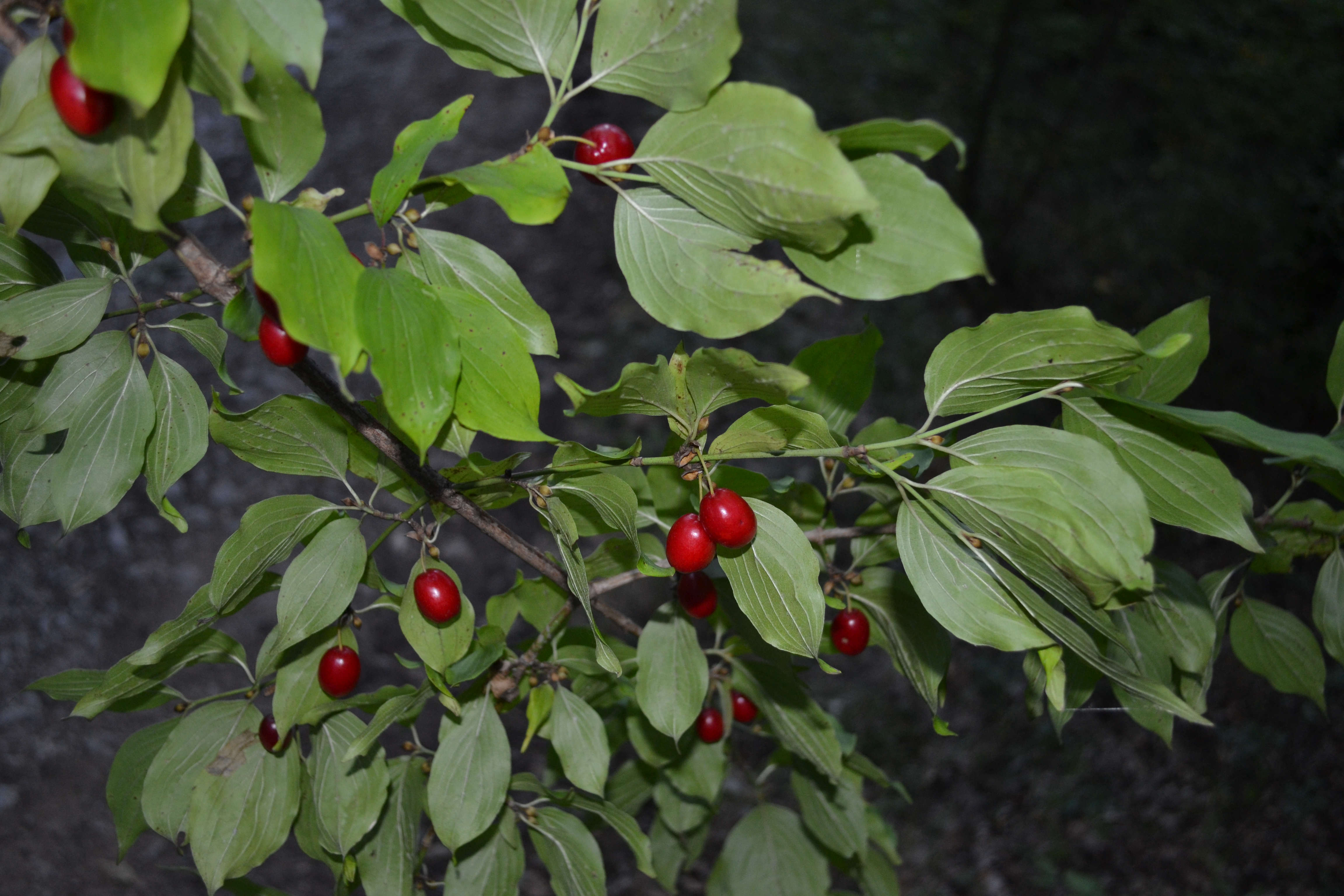
Corn (Cornus mas)
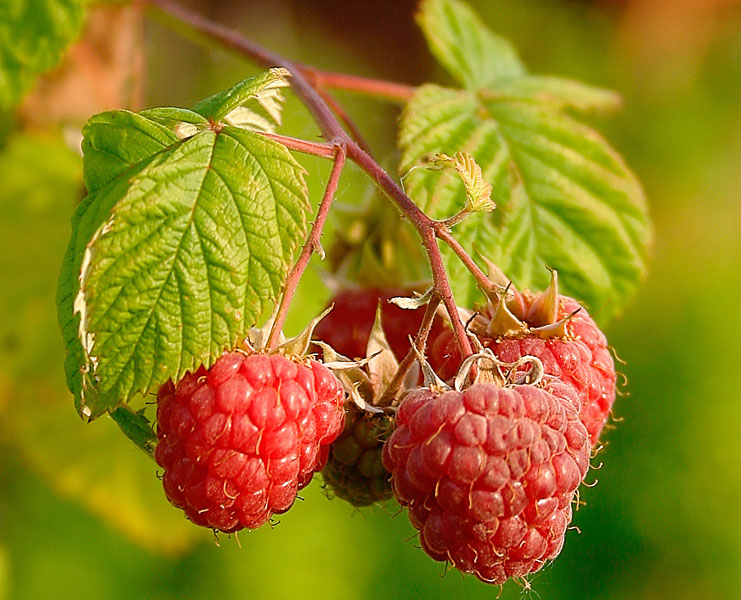
Zmeur (Rubus idaeus)
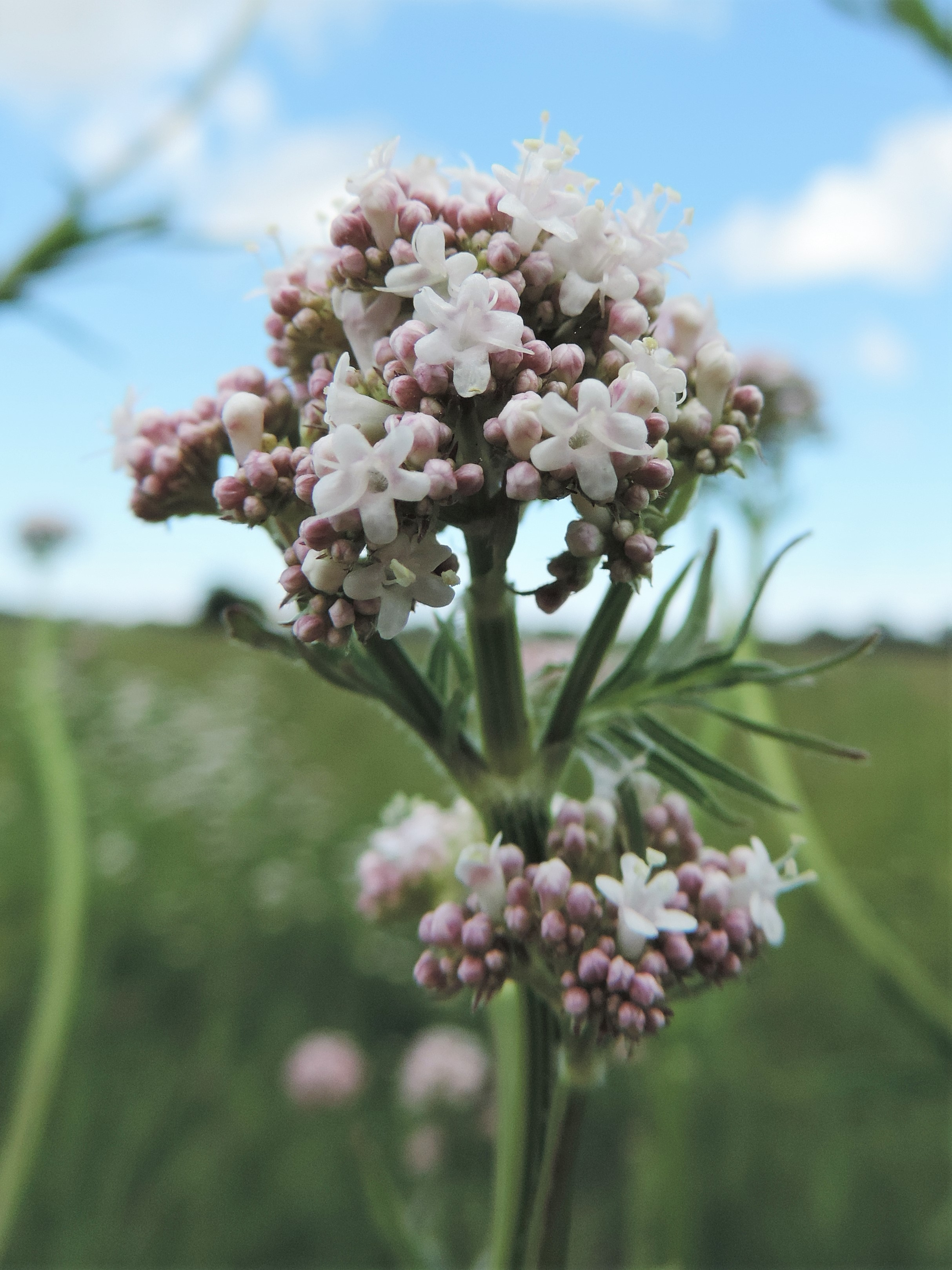
Valeriană (Valeriana officinalis)
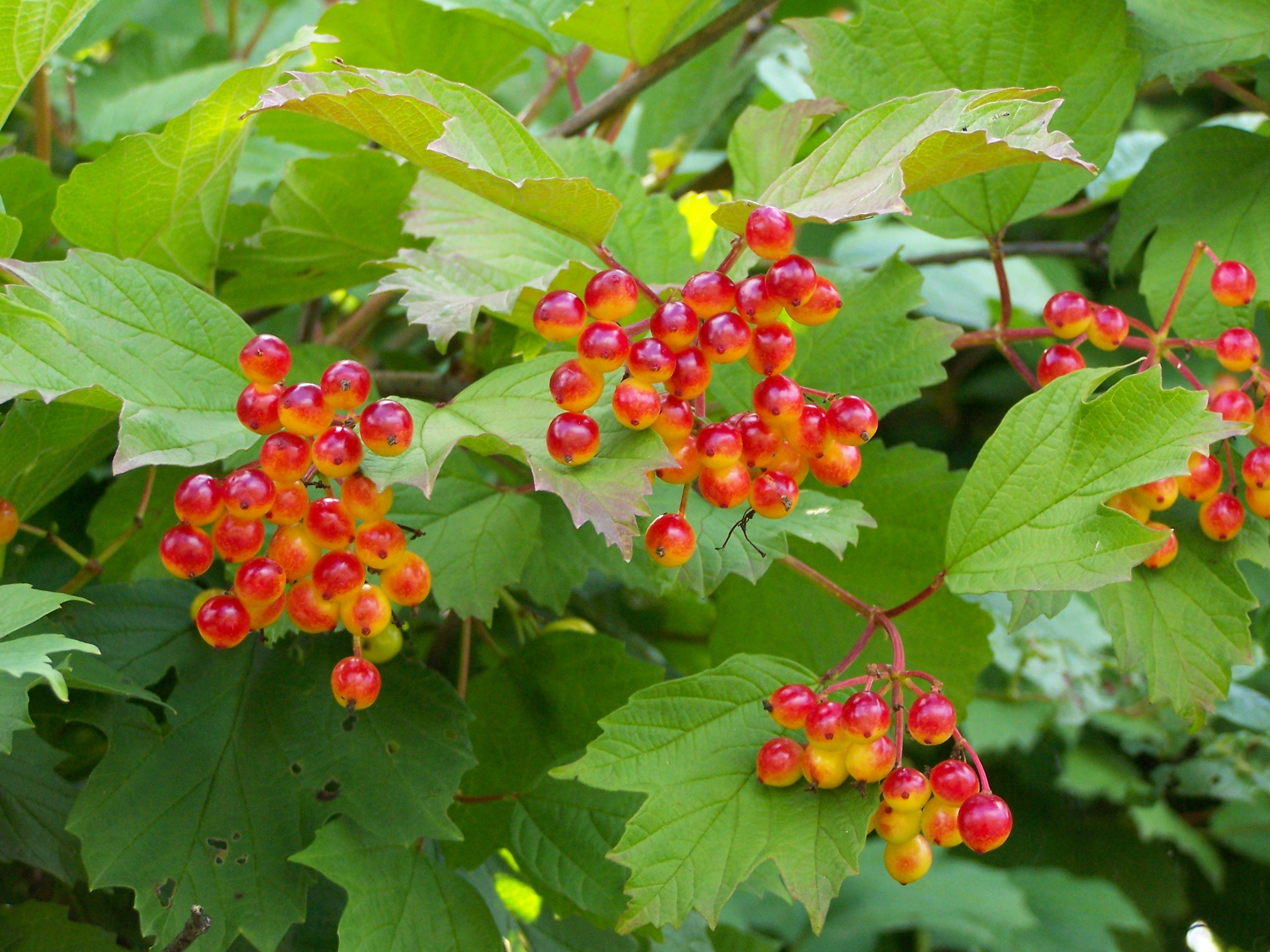
Călin
(Viburnum opulus)

Printre speciile rare se numără o specie de Brassicaceae (Lunaria telekiana), două de orhidee (Dactylorhiza cordigera subsp. bosniaci și Orchis tridentata), crinul albanez (Lilium albanicum), o specie de Liliaceae (Narthecium scardicum), o plantă carnivoră (Pinguicula balcanica) și o specie de Wulfenia (Wulfenia carinthiaca).

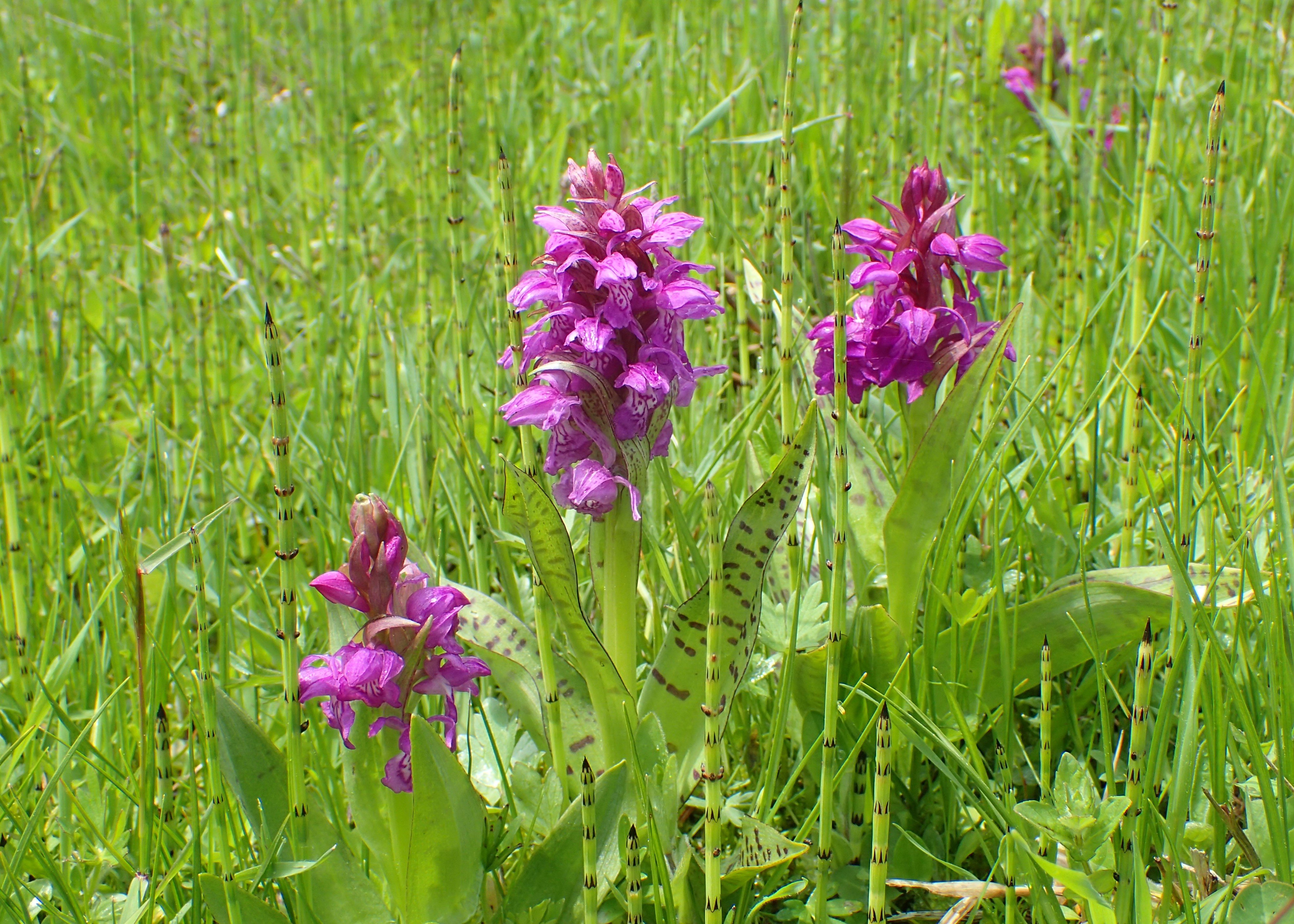
Dactylorhiza cordigera
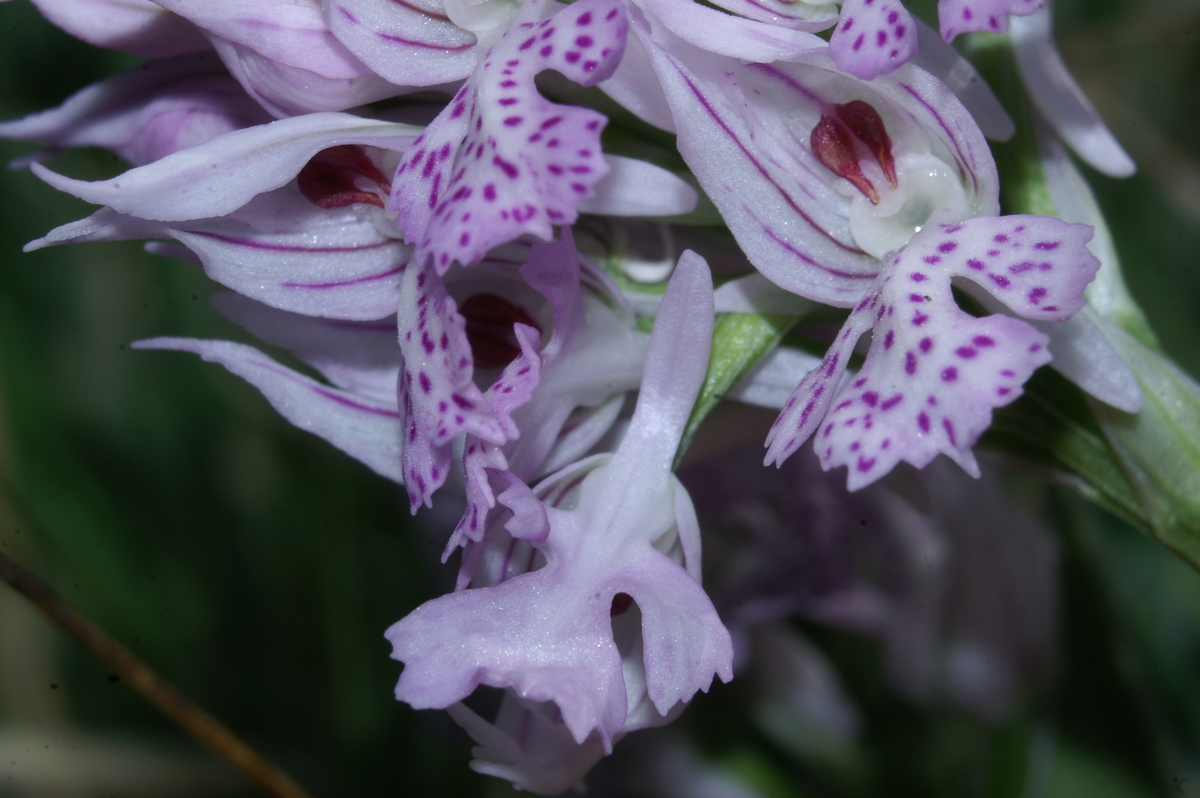
Orchis tridentata
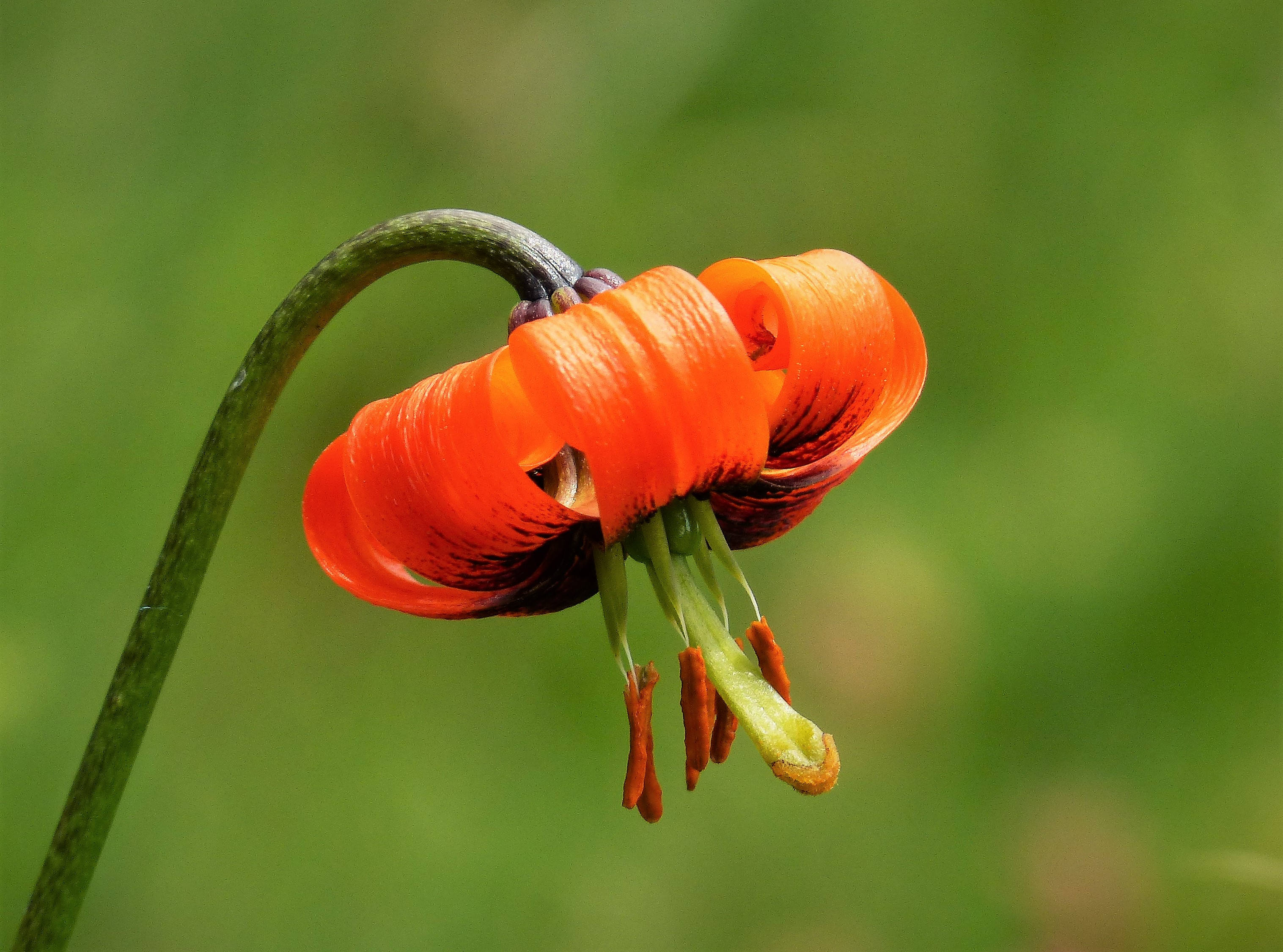
Lilium albanicum
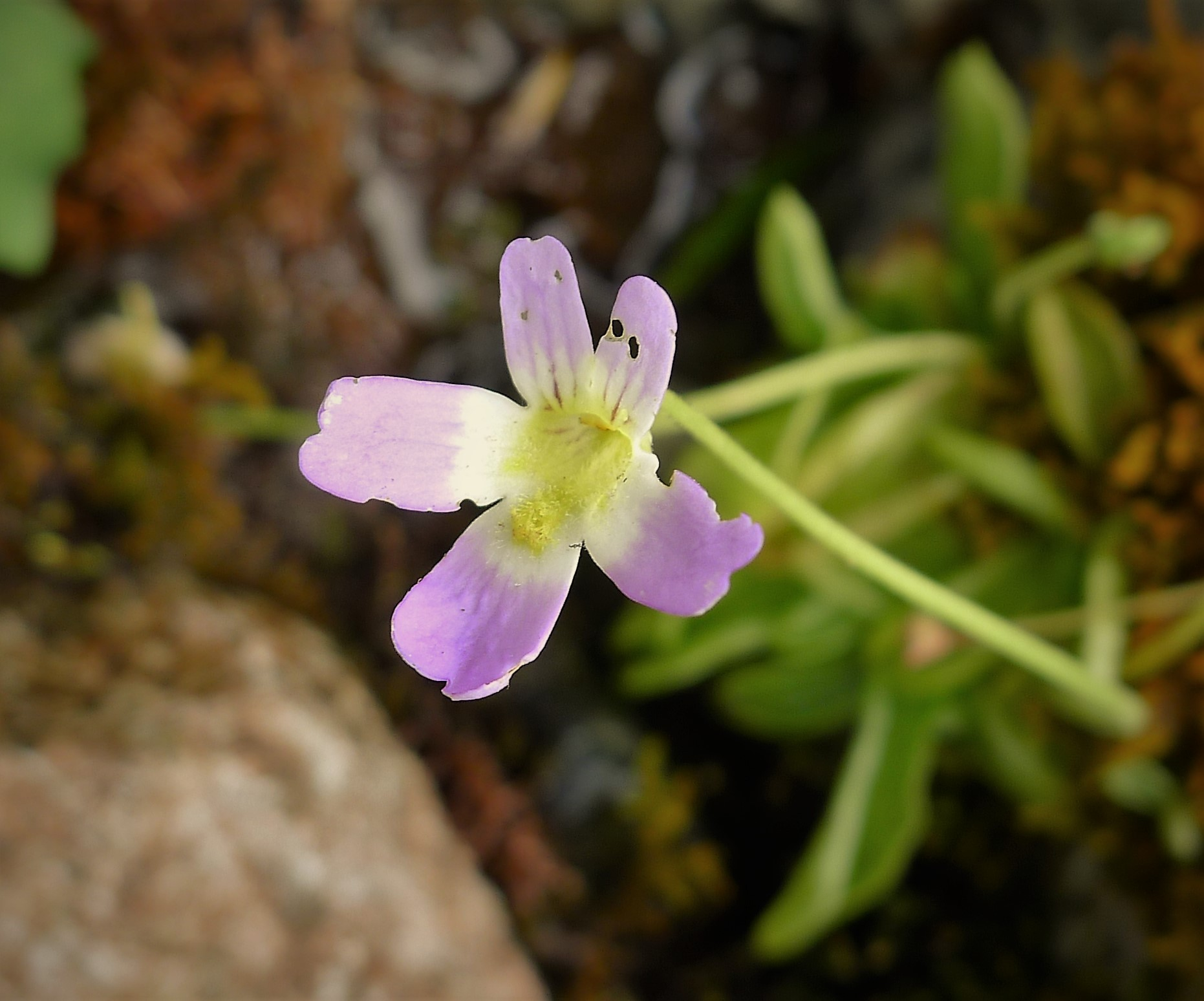
Pinguicula balcanica
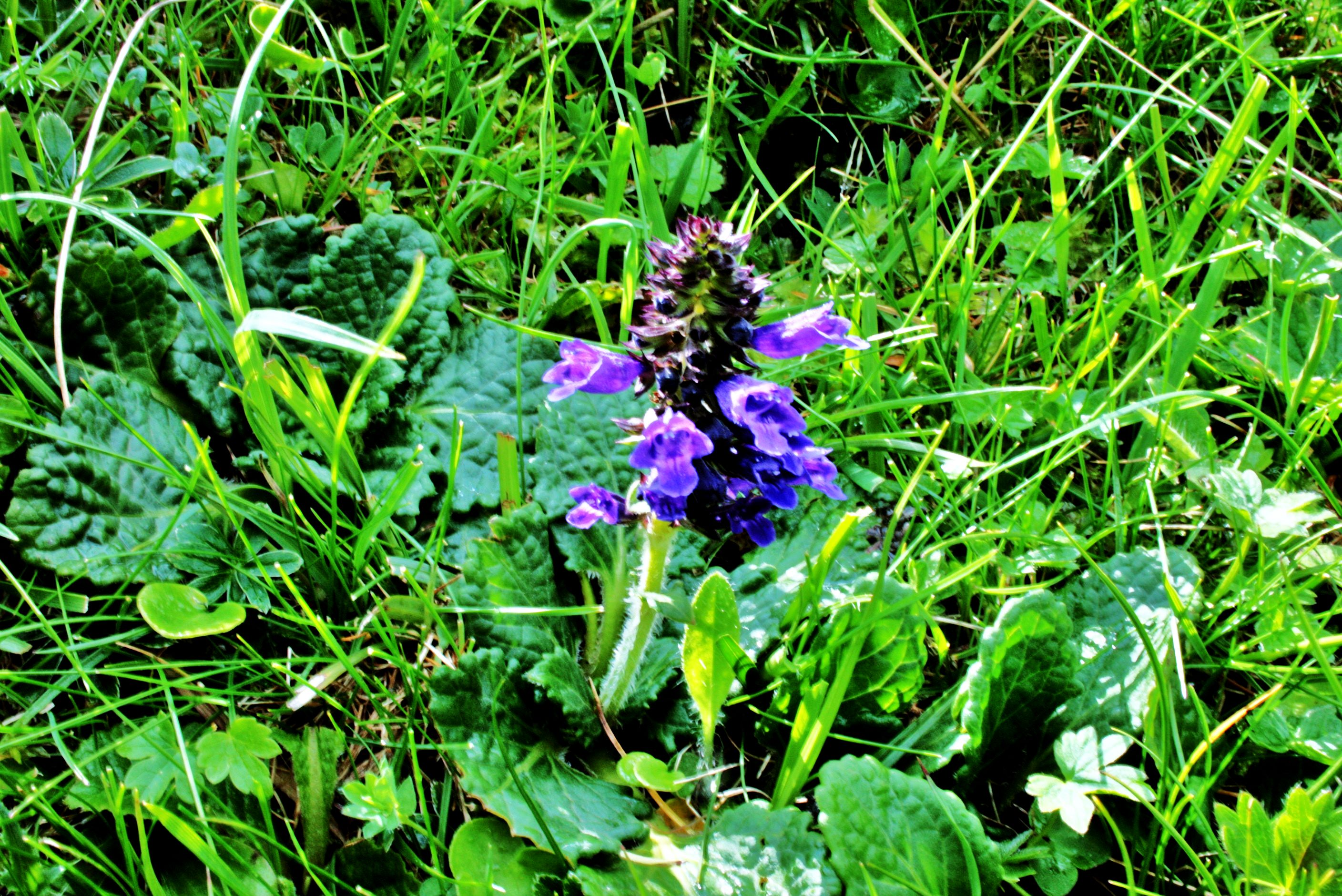
Wulfenia carinthiaca

### Faună

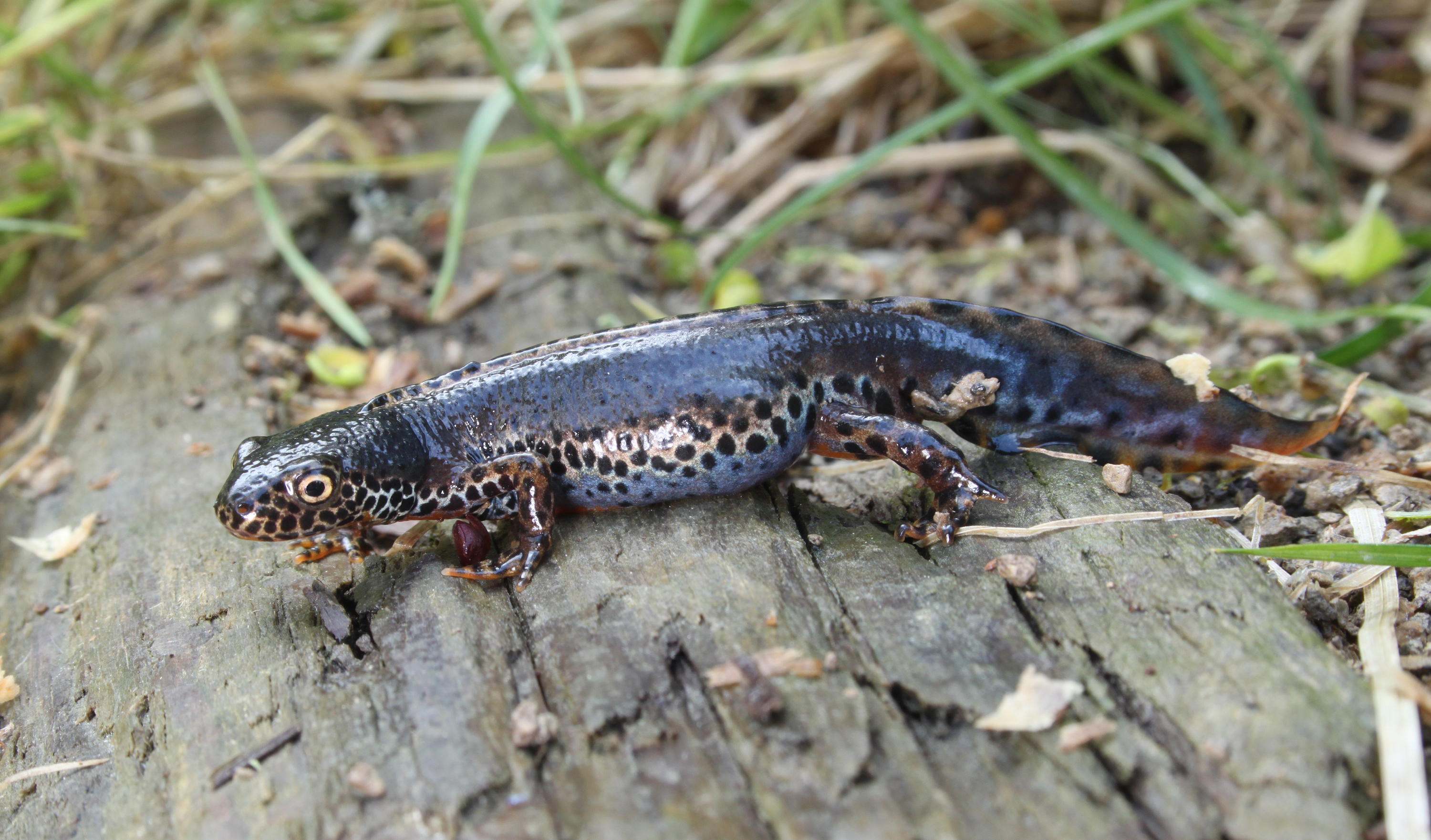
Salamandră alpină (Ichthyosaura alpestris)
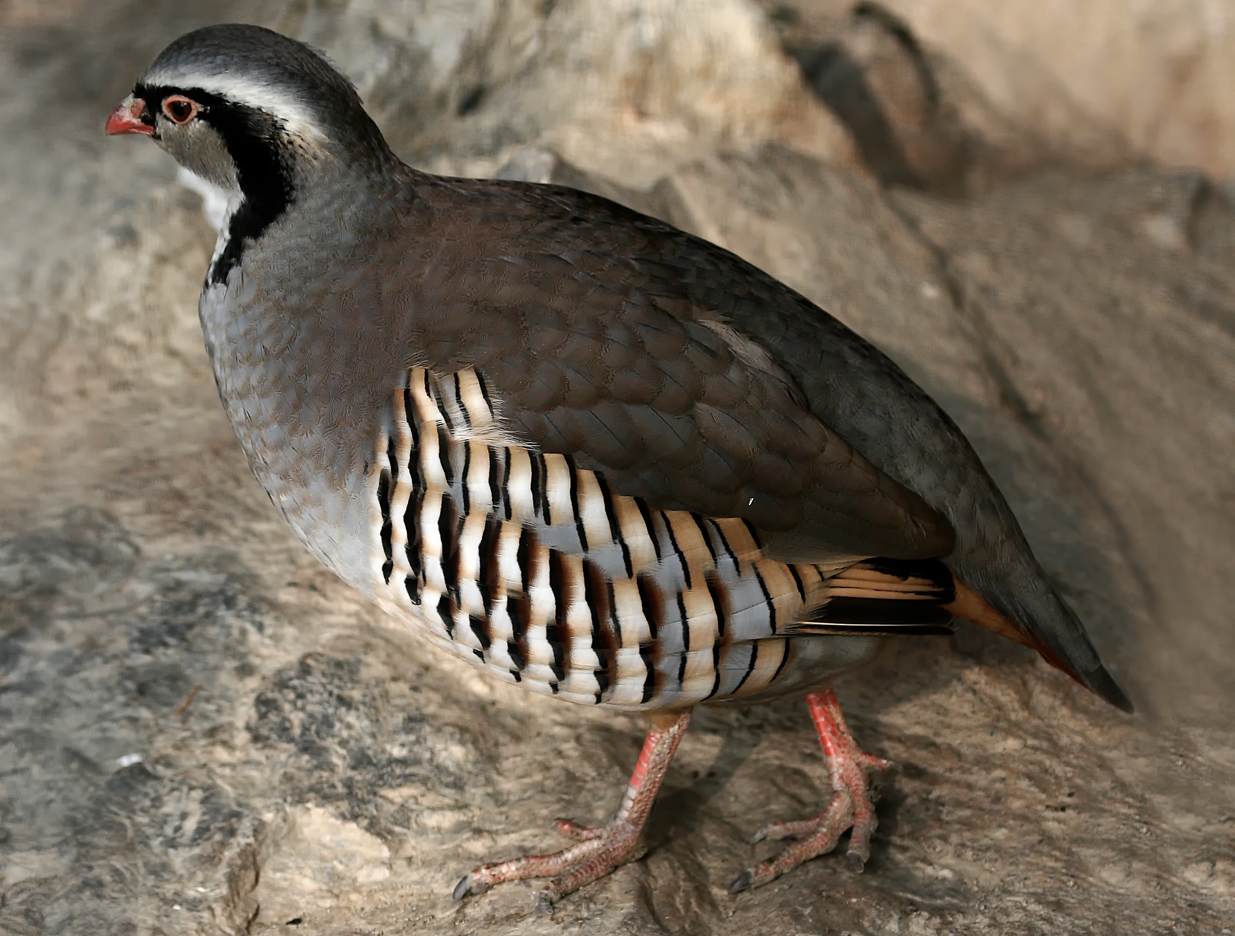
Potârniche de stâncă (Alectoris graeca)
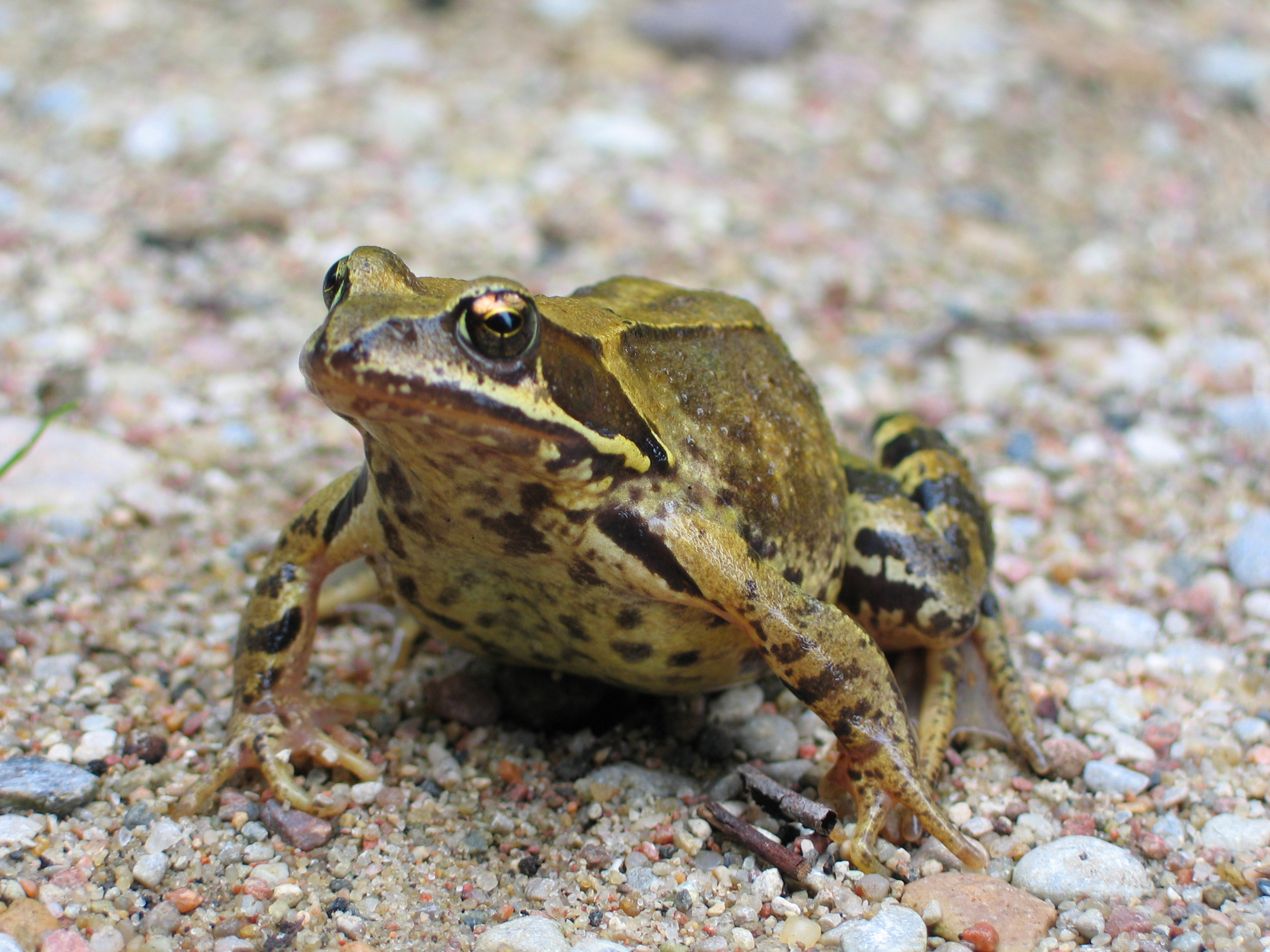
Broască roșie de munte (Rana temporaria)
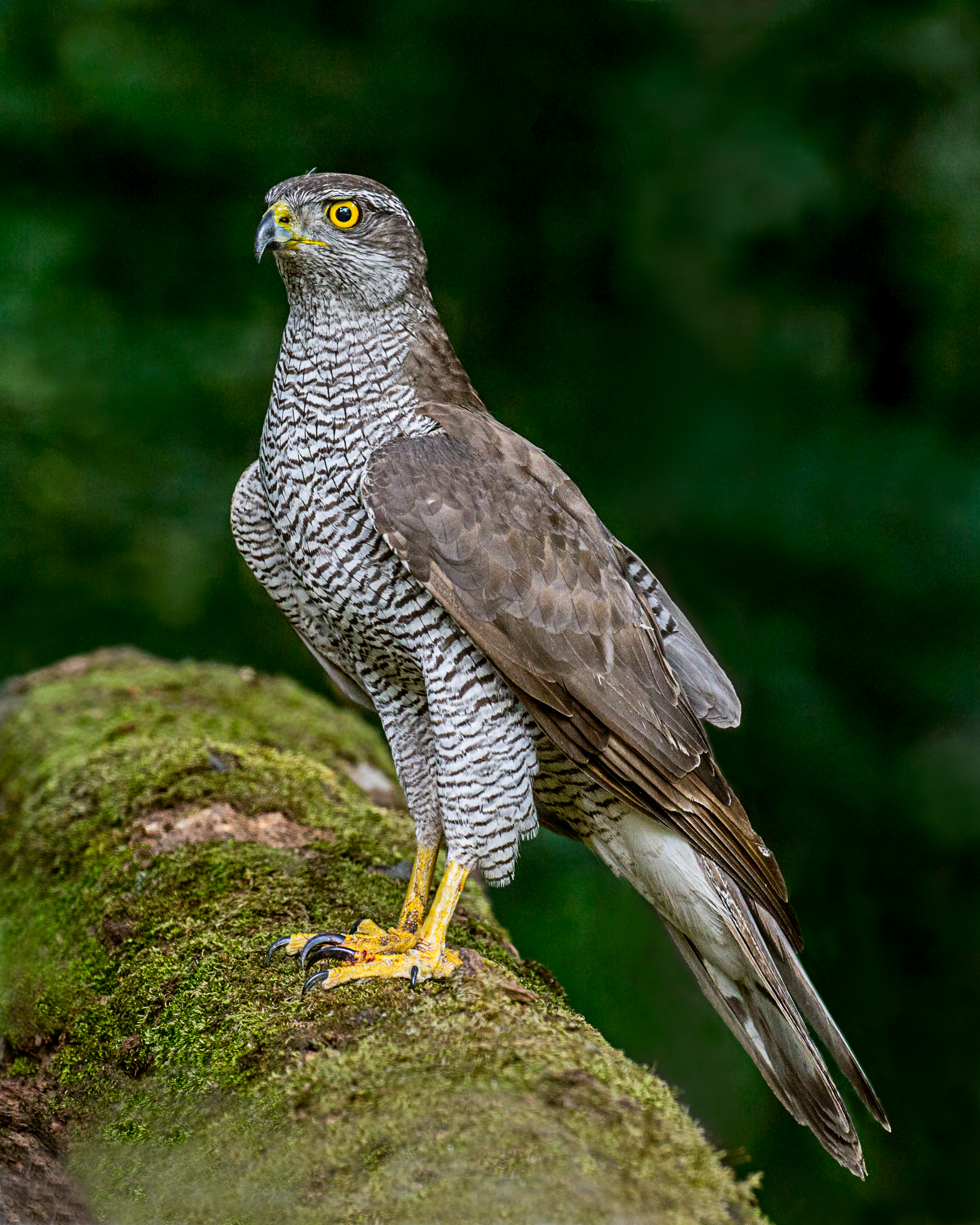
Uliu porumbar (Accipiter gentilis)
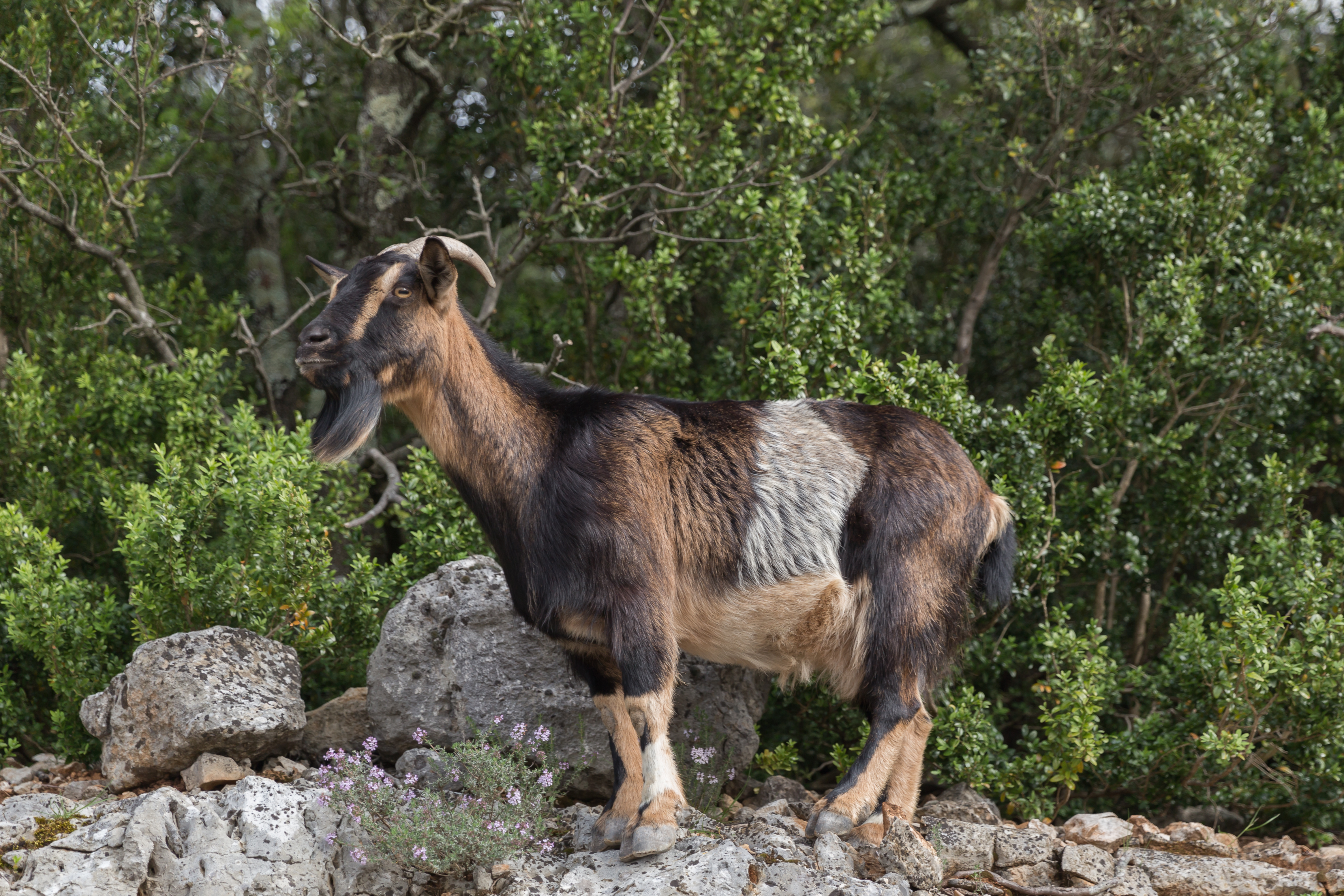
Capră sălbatică (Capra aegagrus)
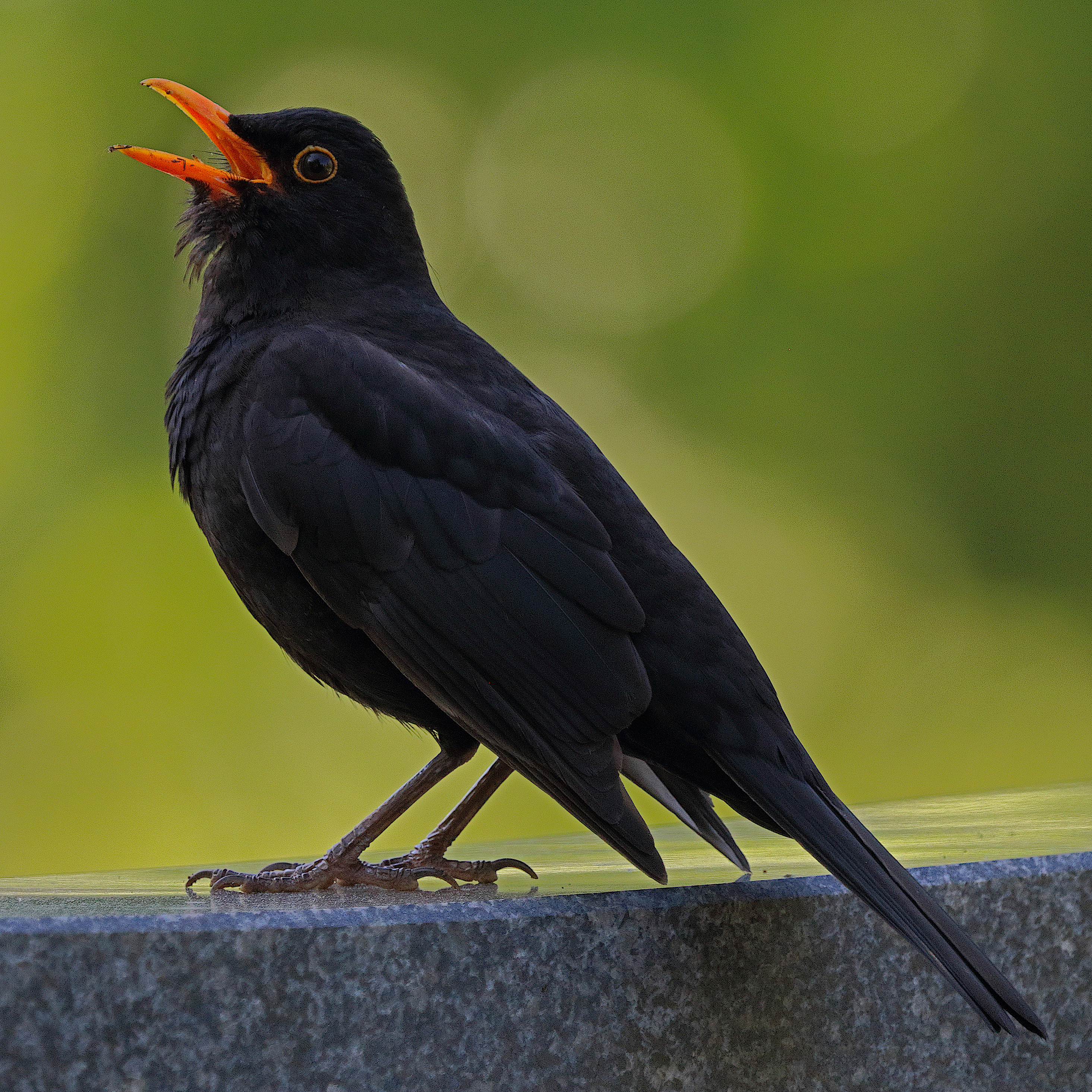
Mierlă (Turdus merula)

Parcul Național Prokletije se caracterizează prin bogăția și diversitatea vieții animale. Au fost înregistrate aproximativ 60 de specii endemice de insecte, aproximativ 130 de specii de fluturi diurni, 40 de specii de amfibieni și reptile dintre care 9 sunt endemice și 161 de specii de păsări.
Fauna piscicolă este formată din specii autohtone precum păstrăvul (Salmo trutta), zglăvocul (Cottus gobio), lipanul (Thymallus thymallus), lostrița (Hucho hucho), cleanul (Squalius cephalus) și lampreta (Lampetra fluviatilis). Dintre speciile rare și endemice, se regăsesc fluturele Apollo (Parnassius apollo), gândacul rinocer (Oryctes nasicornis), salamandra alpină neagră (Salamandra atra), șopârla vivipară (Zootoca vivipara) și gușterul (Lacerta viridis).
Dintre păsări, se găsesc vulturul sur (Gyps fulvus), lopătarul alb (Platalea leucorodia), forfecuța (Loxia curvirostra), șoimul rândunelelor (Falco subbuteo), cocoșul de munte (Tetrao urogallus), iar dintre mamifere chițcanul de munte (Sorex alpinus), capra neagră (Rupicapra rupicapra), ursul brun (Ursus arctos) și iepurele de câmp (Lepus europaeus).

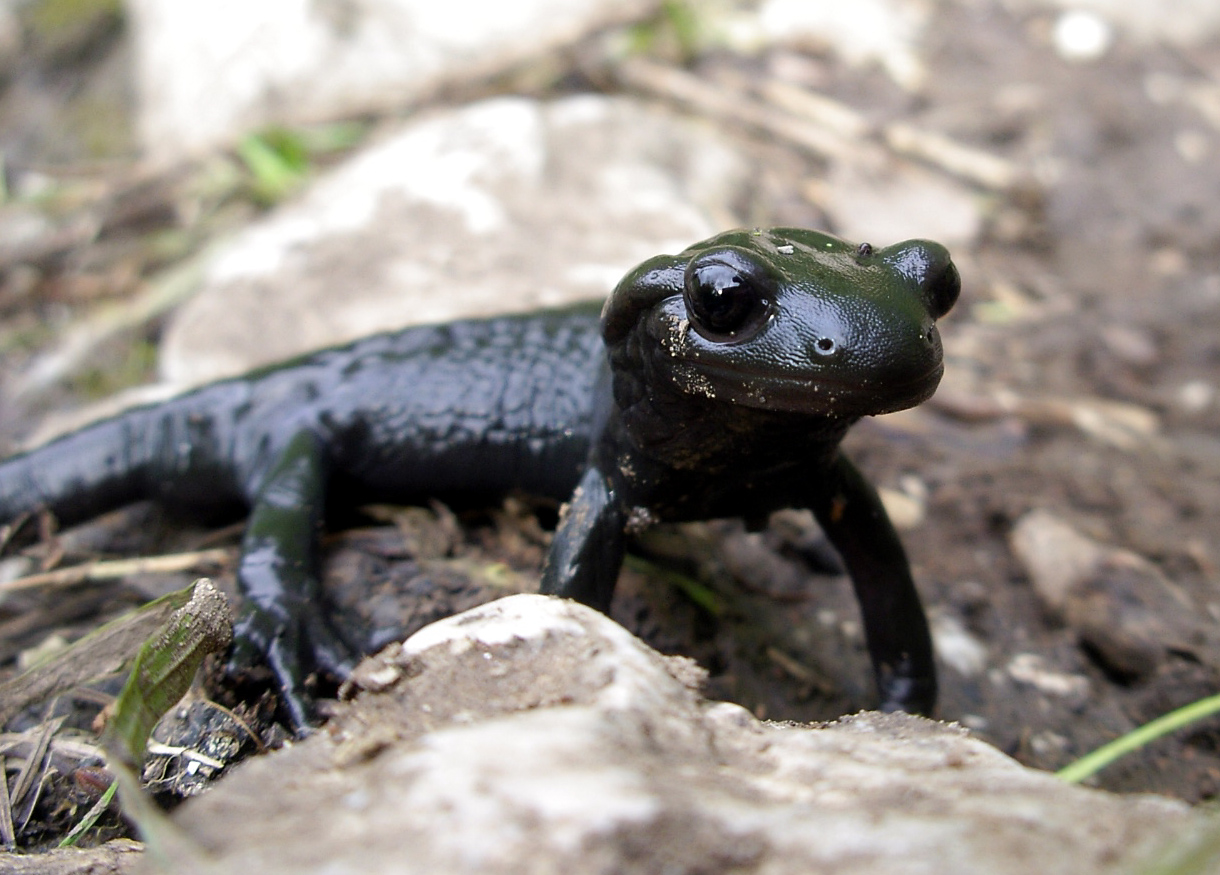
Salamandră alpină neagră (Salamandra atra)
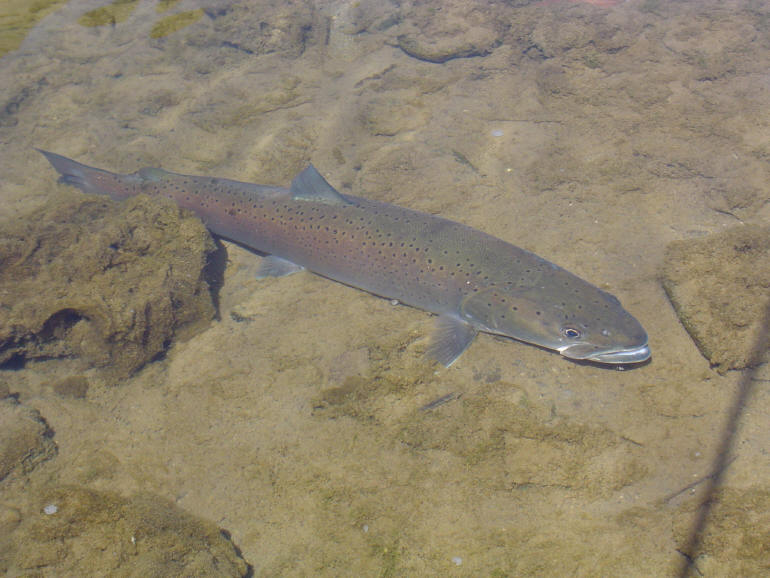
Lostriță (Hucho hucho)
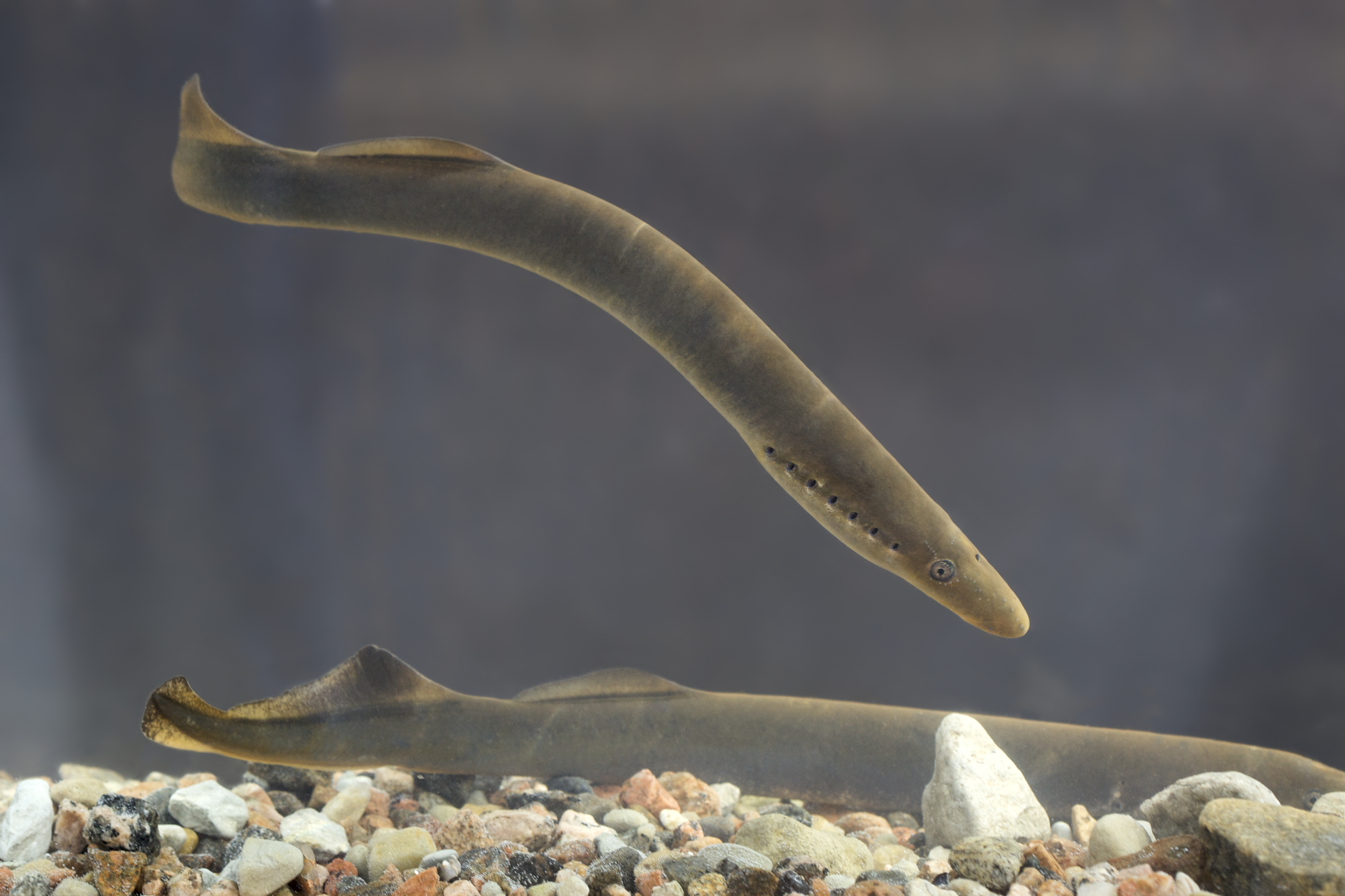
Lampreta (Lampetra fluviatilis)
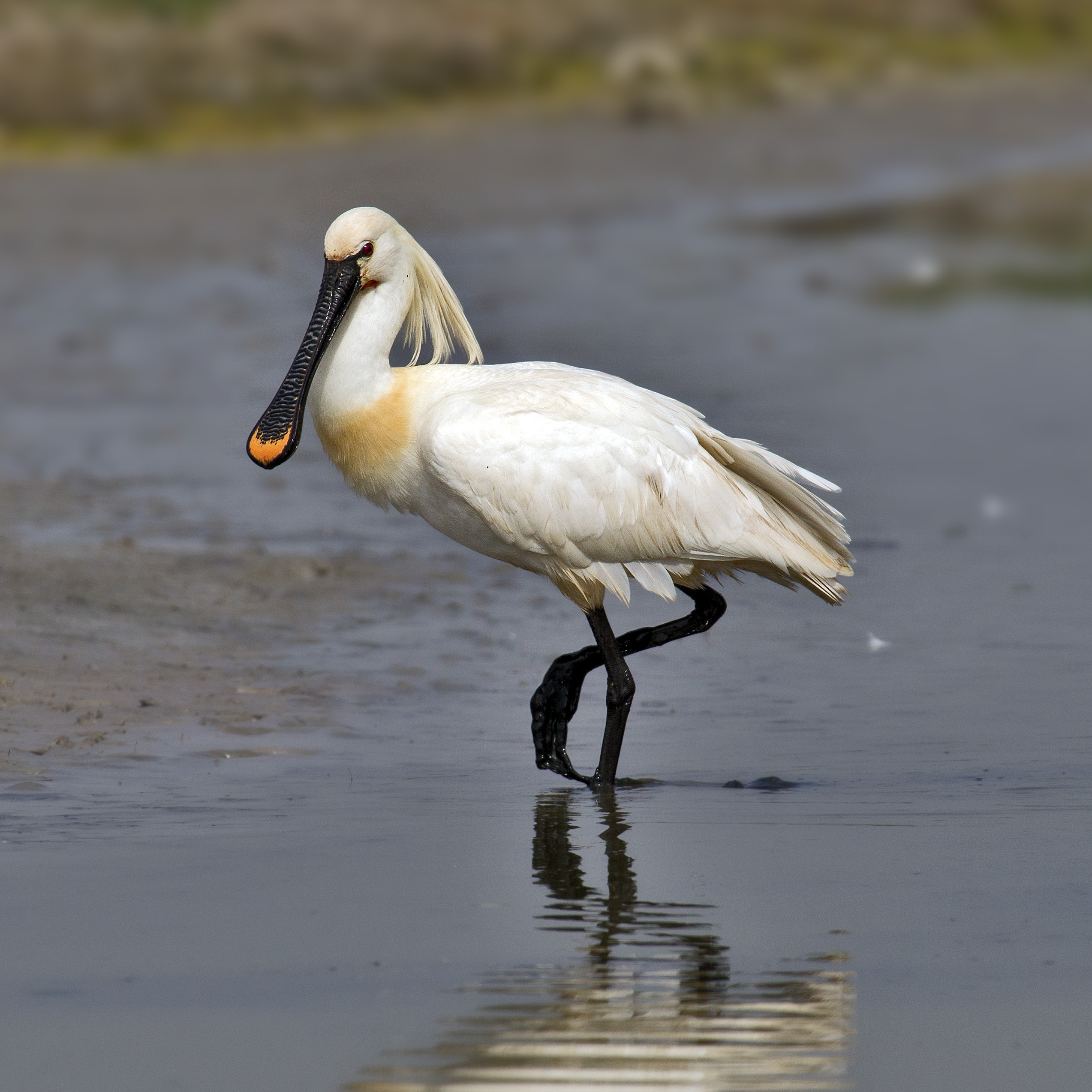
Lopătar alb (Platalea leucorodia)
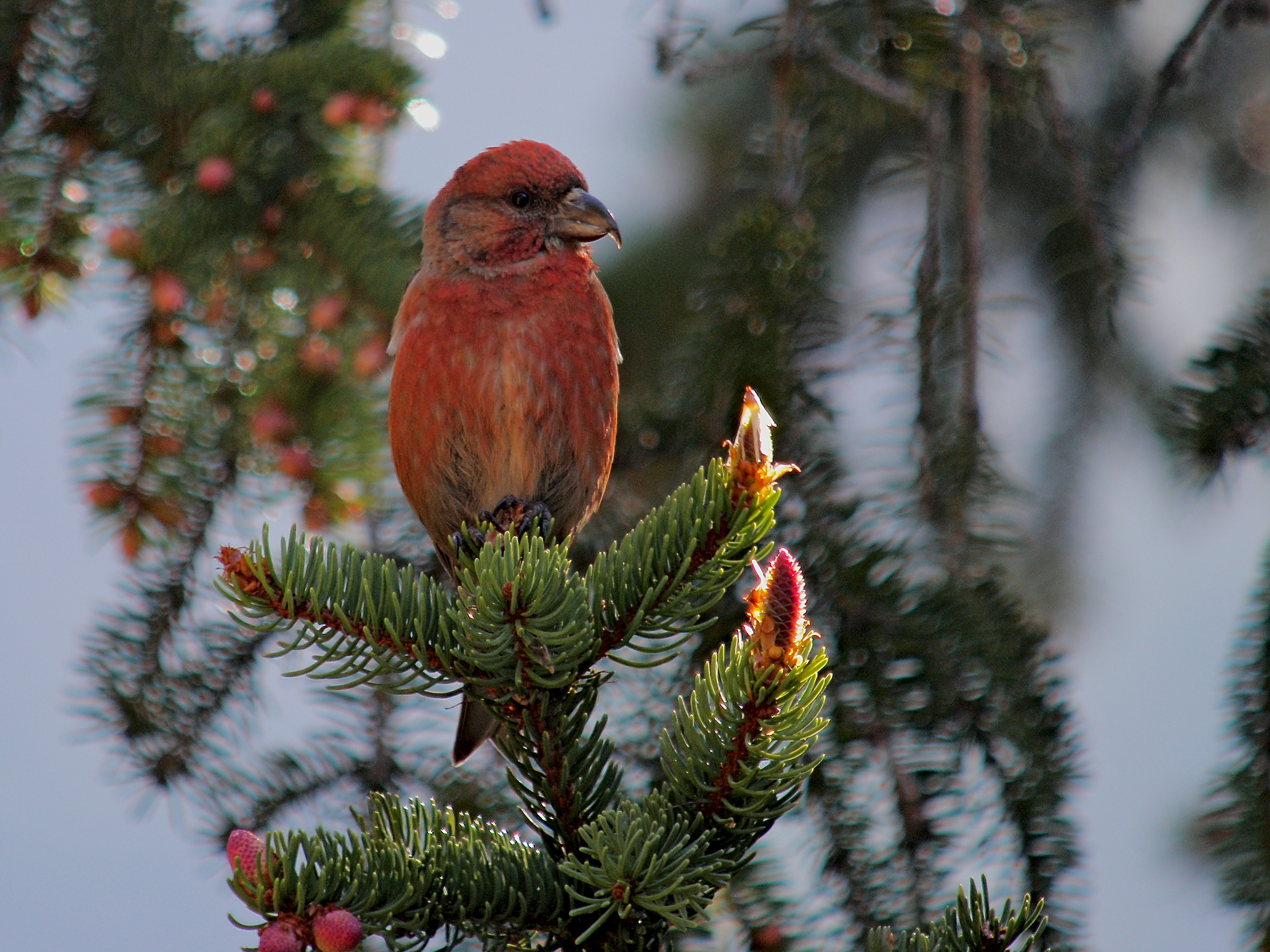
Forfecuță (Loxia curvirostra)
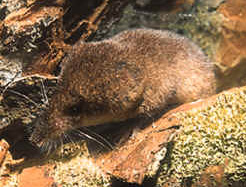
Chițcan de munte
(Sorex alpinus)

## Parcul național Alpii Albanezi
Parcul Național Alpii Albanezi (în albaneză Parku Kombëtar i Alpeve të Shqipërisë) a fost înființat în 26 ianuarie 2022, reunind ecosistemele naturale „Valbona” și „Theth”, declarate parcuri naționale categoria II IUCN și „Lumi i Gashi”, declarat rezervație naturală strictă categoria I IUCN. Suprafața totală a Parcului Național Alpii Albanezi este de 82.844,65 ha.
Cele mai multe dintre vârfurile Albaniei de peste 2.000 m se află în parcul național, inclusiv cel mai înalt vârf al Alpilor Albanezi, Jezerca (2.694 m), al doilea după vârful Korab (2.764 m). Principalele ape curgătoare de pe teritoriul parcului național sunt râurile Shala, Valbona, Cem, Curraj-Nikaj, Kir, Gashi, Próroi și Thët. Există aproximativ 30 de lacuri glaciare.

### Floră
În ciuda suprafeței sale limitate, parcul se distinge printr-o floră foarte diversă, cu estimări care variază între 1.500 și 1.650 de specii de plante dintre care 70 de specii sunt pe cale de dispariție. Din punct de vedere biogeografic, în parc se găsesc păduri mixte din ecoregiunea terestră a zonei temperate palearctice și biomul forestier mixt. 
În parc există trei tipuri de pădure. Vegetația se remarcă prin bogăție și diversitate, pădurile ocupând aproximativ 36% din suprafața parcului național. Datorită formei generale a Alpilor Albanezi, centurile de vegetație se îngustează treptat de la periferie spre centru, formând cercuri concentrice în jurul zonei centrale. 
Centura de stejar se extinde de la o altitudine cuprinsă între 600 și 800 de metri și este dominată, printre altele, de stejar sălbatic (Quercus cerris), carpen oriental (Carpinus orientalis), carpen negru (Ostrya carpinifolia), corn (Cornus mas) și frasin de munte (Fraxinus ornus). Centura de fag este acoperită în principal cu fag (Fagus sylvatica), brad argintiu (Abies alba) și paltin de munte (Acer pseudoplatanus), între 900 de metri și 1.900 de metri. La altitudini medii și la limita superioară a pădurii (900-1.000 m până la 1.800 m), centura de fag (Fagus sylvatica) este adesea amestecată cu brad argintiu (Abies alba). Centura alpină, situată la altitudini care variază între 1.900 și 2.300 de metri, este caracterizată de plante erbacee și arbuști, cel mai notabile dintre ele fiind ienupărul (Juniperus communis) și salcia (Salix). Mai mult decât atât, cele mai importante plante ale acestui etaj includ iarba albastră alpină (Poa alpina), ochiul boului de munte (Aster alpinus), trifoiul (Trifolium) și ghizdei (Lotus corniculatus). 
Caracterul extrem de izolat al Alpilor Albanezi, gradul foarte mare de fragmentare și marile contraste ale reliefului acestora au creat condiții ecologice deosebite și extrem de diverse, care sunt asociate cu numărul mare de plante rare, în pericol de dispariție, endemice, subedemice și relicte, precum Wulfenia baldacci, Viola dukagjinica, Lilium albanicum, Alchemilla albanica, Ligusticum albanicum, Gentianella albanica.

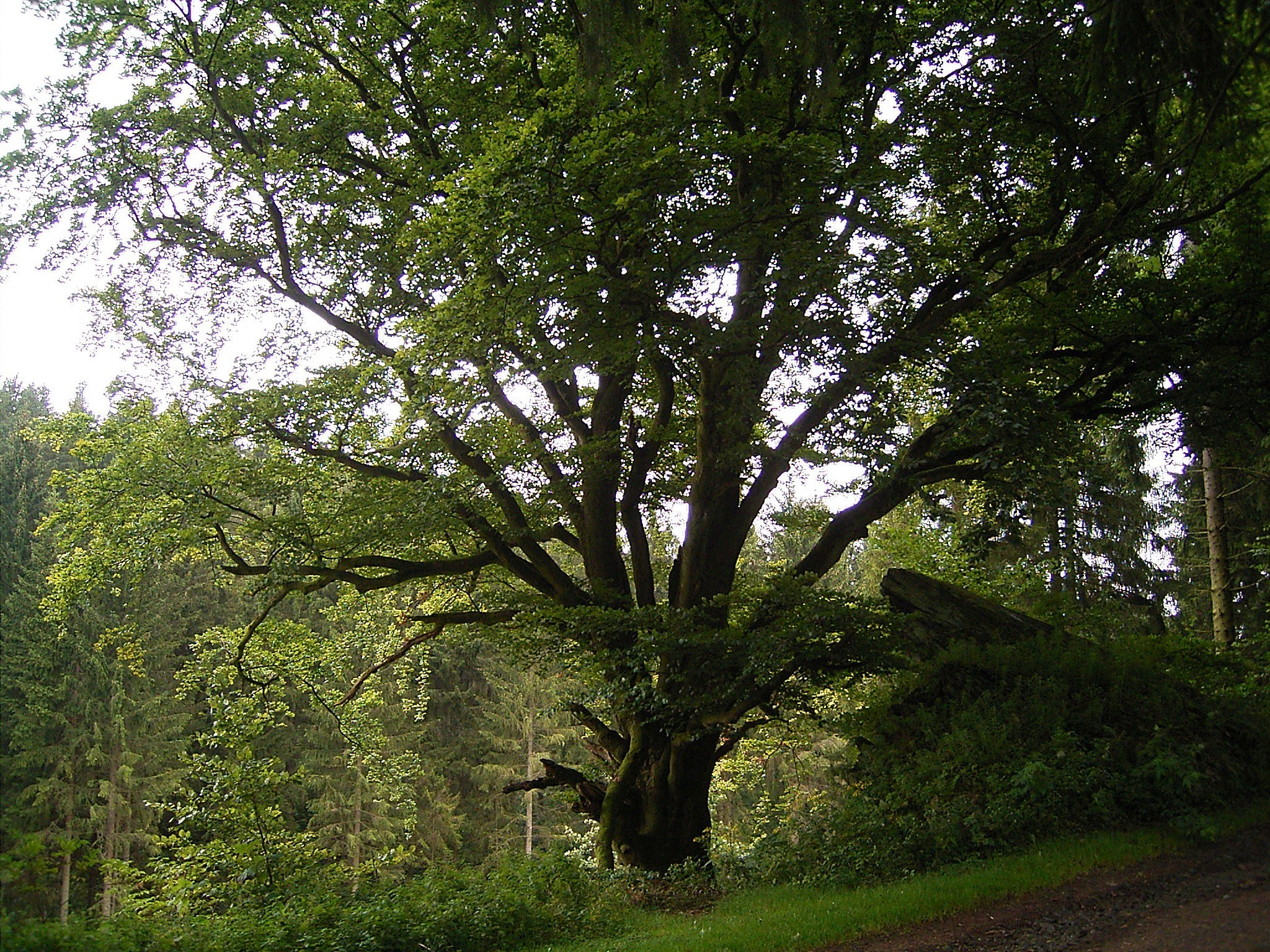
Fag (Fagus sylvatica)
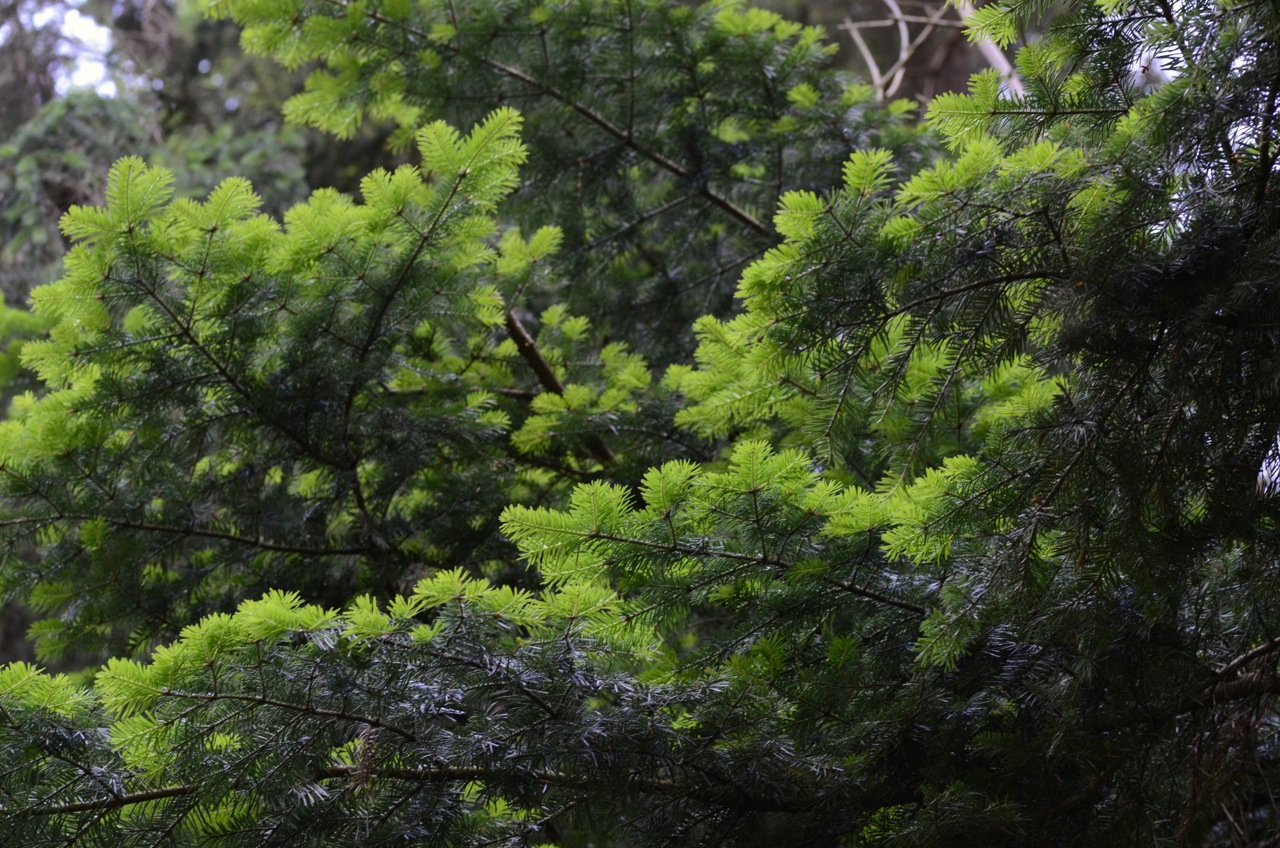
Brad argintiu (Abies alba)
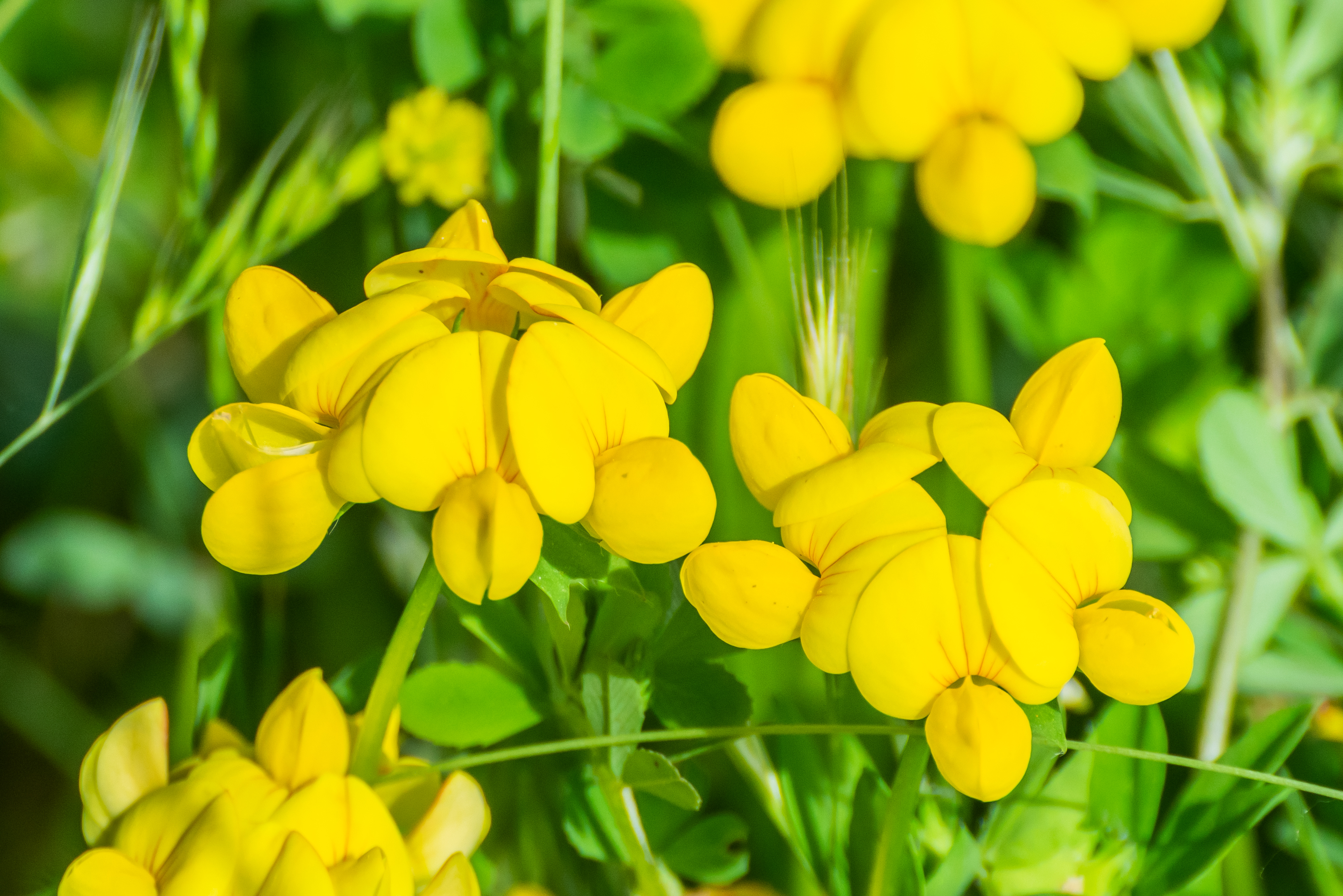
Ghizdei (Lotus corniculatus)
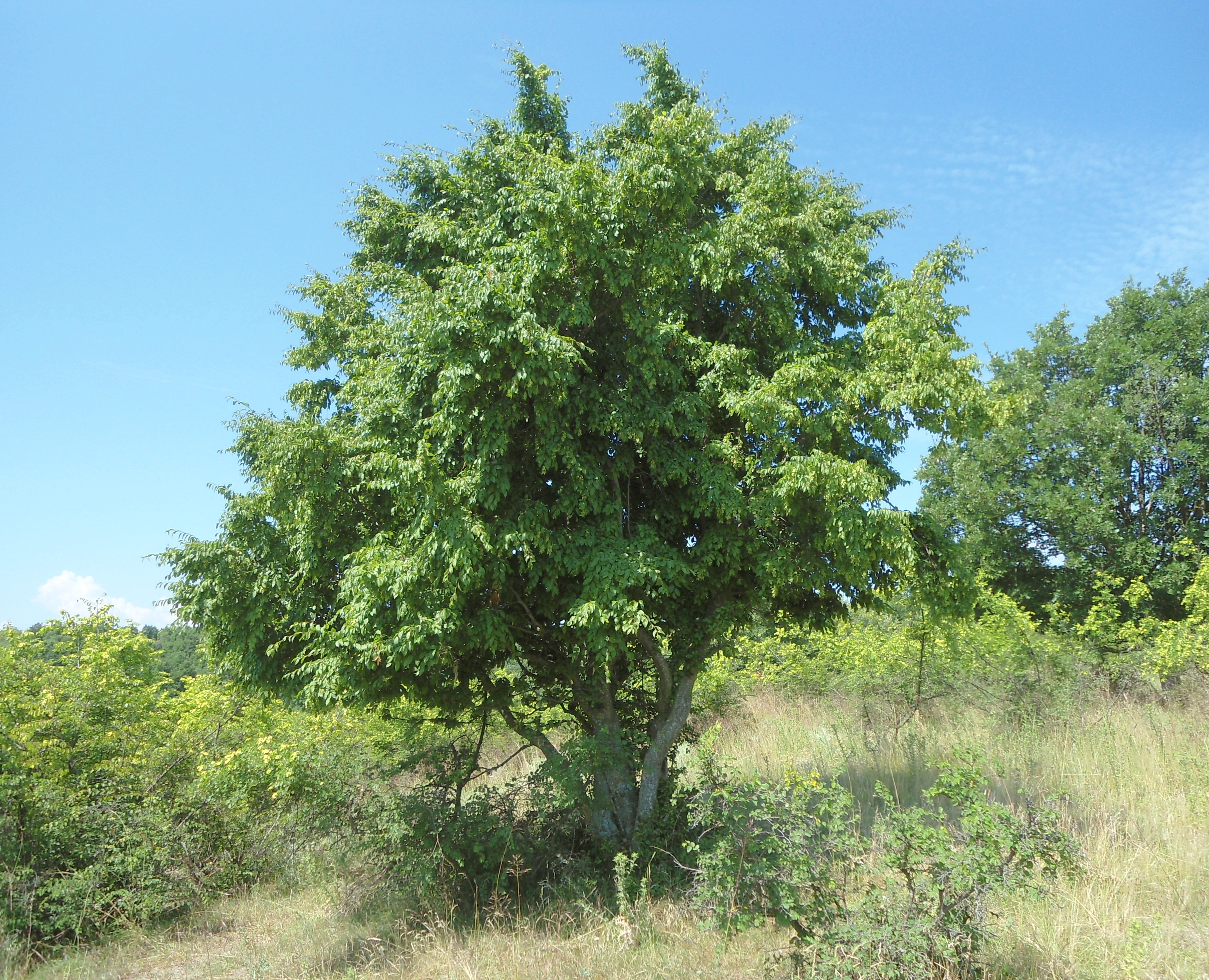
Carpen oriental (Carpinus orientalis)
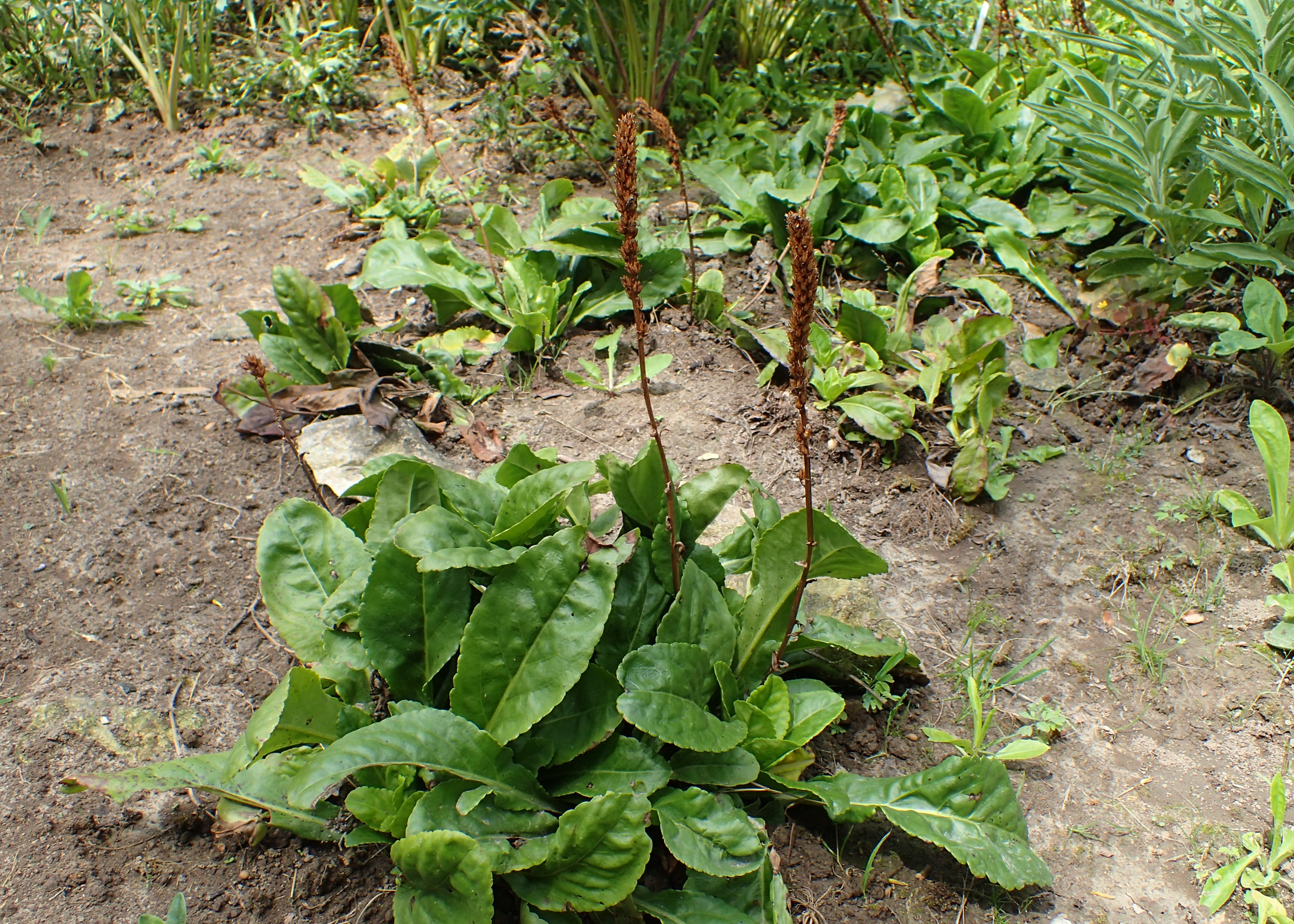
Wulfenia baldaccii

### Faună
Doar 20 de specii de mamifere au fost înregistrate pe teritoriul parcului național, printre care ursul brun (Ursus arctos), căpriorul (Capreolus capreolus), capra neagră (Rupicapra rupicapra), dar și specii rare sau pe cale de dispariție, precum lupul cenușiu (Canis lupus), râsul (Lynx lynx), capra sălbatică (Capra aegagrus) și vidra de râu (Lutra lutra). 
Au fost observate 50 de specii de păsări precum acvila de munte (Aquila chrysaetos), vînturelul mic (Falco naumanni), vulturul bărbos (Gypaetus barbatus), vulturul sur (Gyps fulvus), uliul păsărar (Accipiter nisus), bufnița mare (Bubo bubo), huhurezul mic (Strix aluco), acvila de câmp (Aquila heliaca), vulturul egiptean (Neophron percnopterus), uliul porumbar (Accipiter gentilis), vânturelul roșu (Falco tinnunculus), țicleanul (Sitta europaea), măcăleandrul (Erithacus rubecula), mierla (Turdus merula), sfrânciocul roșiatic (Lanius collurio), cocoșul de munte (Tetrao urogallus), potârnichea (Perdix perdix) și potârnichea de stâncă (Alectoris graeca). 
Din cauza iernilor aspre, un total de doar 10 specii de reptile și 8 specii de amfibieni au fost identificate în parc, precum salamandra alpină (Ichthyosaura alpestris), salamandra alpină neagră (Salamandra atra), broasca roșie de munte (Rana temporaria), șarpele lui Esculap (Zamenis longissimus), vipera cu corn (Vipera ammodytes) și vipera de stepă (Vipera ursinii).
- Salamandră alpină
(Ichthyosaura alpestris)
- Potârniche de stâncă
(Alectoris graeca)
- Broască roșie de munte
(Rana temporaria)
- Uliu porumbar
(Accipiter gentilis)
- Capră sălbatică
(Capra aegagrus)
- Mierlă
(Turdus merula)

## Turism
Escaladarea vârfului Zla Kolata este o activitate lungă și solicitantă, pentru că se pornește de la altitudini joase, se desfășoară pe teren carstic și include o secțiune de cățărare la final, indiferent de ruta aleasă:
- dinspre Muntenegru:
  - Vusanje - Qafa Prosllopit (diferență de nivel c. 1.000 m). Traseul pornește din satul Vusanje (1.030 m) și se îndreaptă spre est către Qafa (colul) Borit din valea Belicki potok (c. 1.800 m), apoi virează spre sud, iar după parcurgerea unei secțiuni dificile se trece pe lângă o peșteră înainte de a ajunge la Qafa Prosllopit,

- dinspre Albania:
  - Valbonë - Qafa Prosllopit (diferență de nivel c. 1.100 m). Traseul pornește din satul Valbonë (940 m), spre nord, de-a lungul văii înconjurată de pereți abrupți, apoi la altitudinea de c. 1.500 m se urmează poteca șerpuitoare din valea Kukaj. După ieșirea din pădure se ajunge la primul col care duce spre Qafa Prosllopit,
  - Çerem - Qafa Borit - Qafa Prosllopit (diferență de nivel c. 900 m). Traseul pornește din satul Çerem (1.144 m), se întoarce spre vest în pădure, apoi străbate pășuni montane până la Qafa Borit, se coboară ușor pe versantul muntenegrean până la ruta care vine dinspre Vusanje.

Din Qafa Prosllopit (2.039 m), traseul urcă spre est traversând o primă secțiune de cățărare (există mai multe pasaje posibile) și ajungând în valea de la nord-vest de vârf. De aici se urcă pe partea de est, traversând mai multe secțiuni de cățărare scurte pentru a ajunge la colul Prevoj Kolata. De acolo, cea mai scurtă și cea mai bună rută este cea spre vest, care duce la vârful Zla Kolata (2.534 m). De asemenea, se poate ajunge la vârful Ravna Kolata (în albaneză Maja e Kollatës, 2.552 m) spre est, cel mai înalt vârf al muntelui Kolata, sau la vârful Dobra Kolata (în albaneză Kollata e mirë, 2.528 m) spre nord.

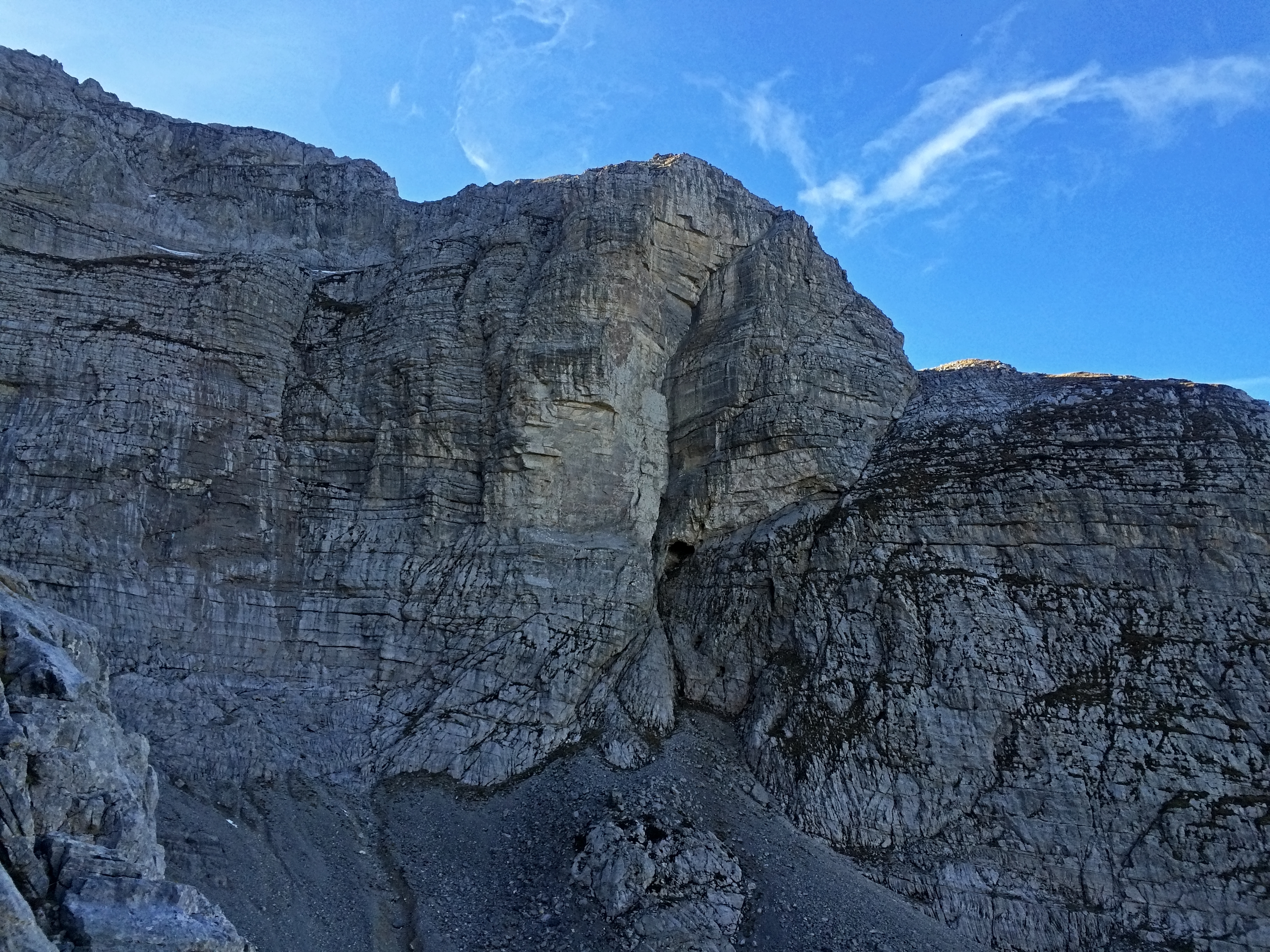
Versantul nordic al Zla Kolata
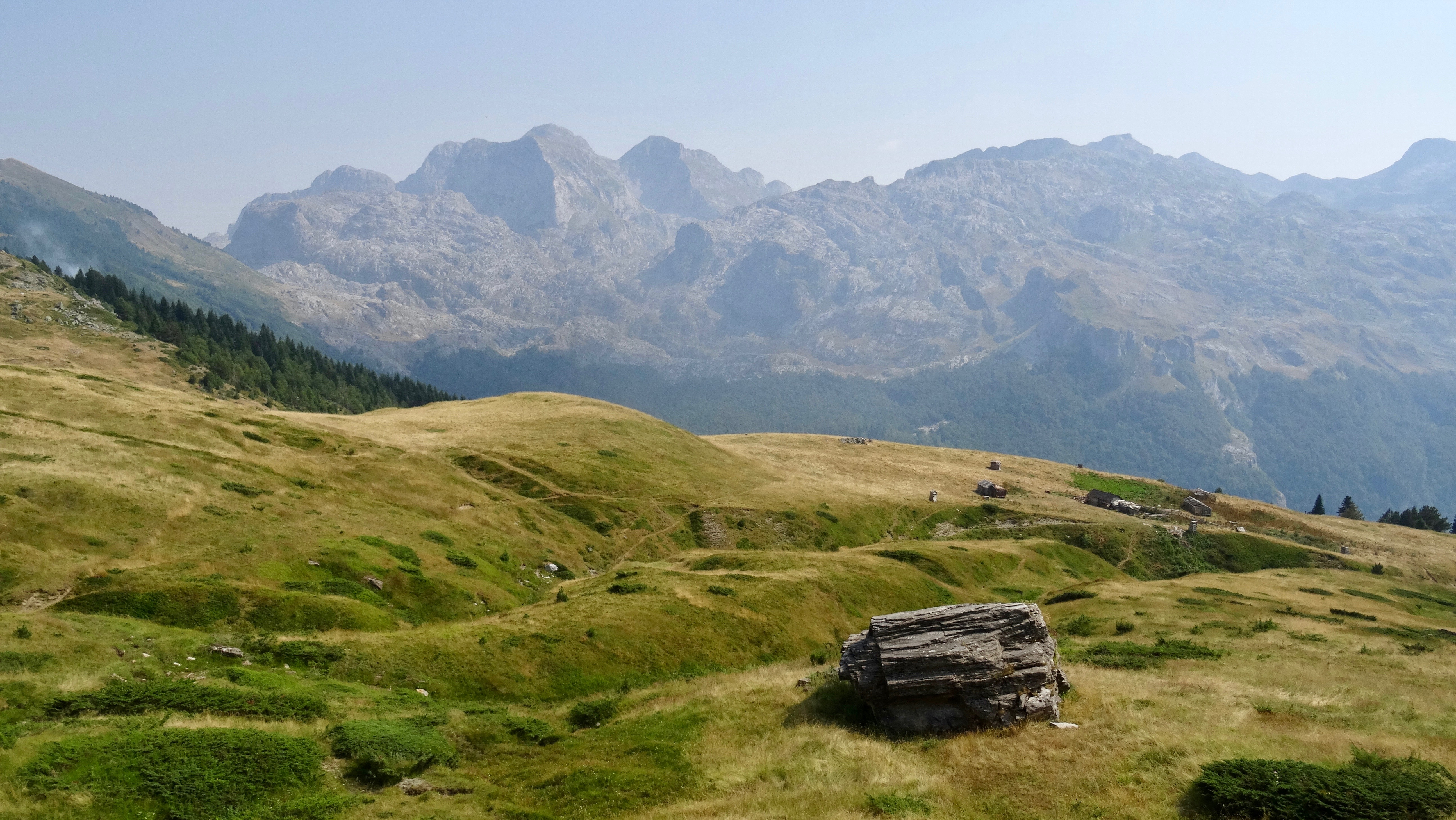
Muntele Kolata
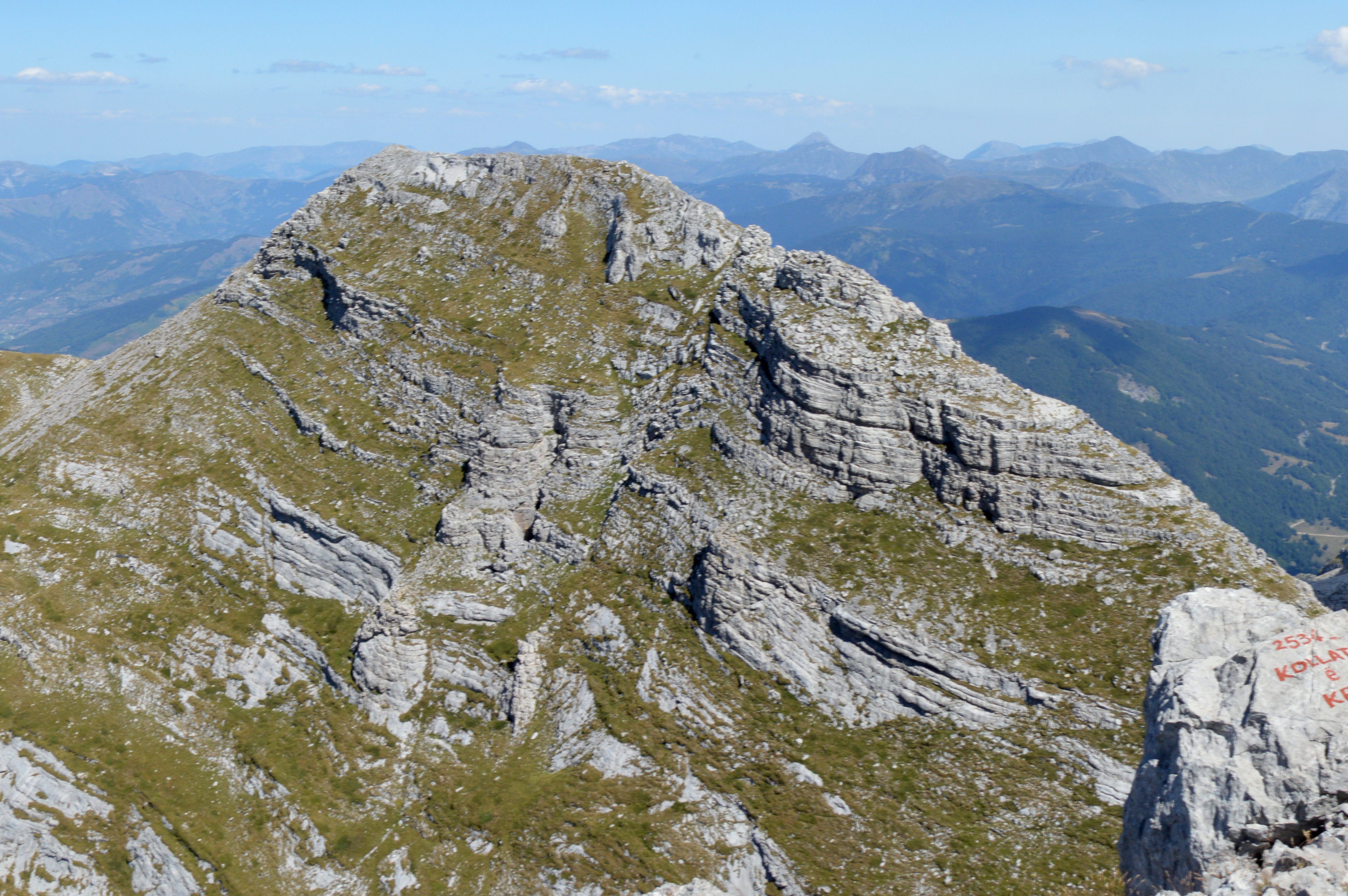
Vârful Dobra Kolata (2.528 m)
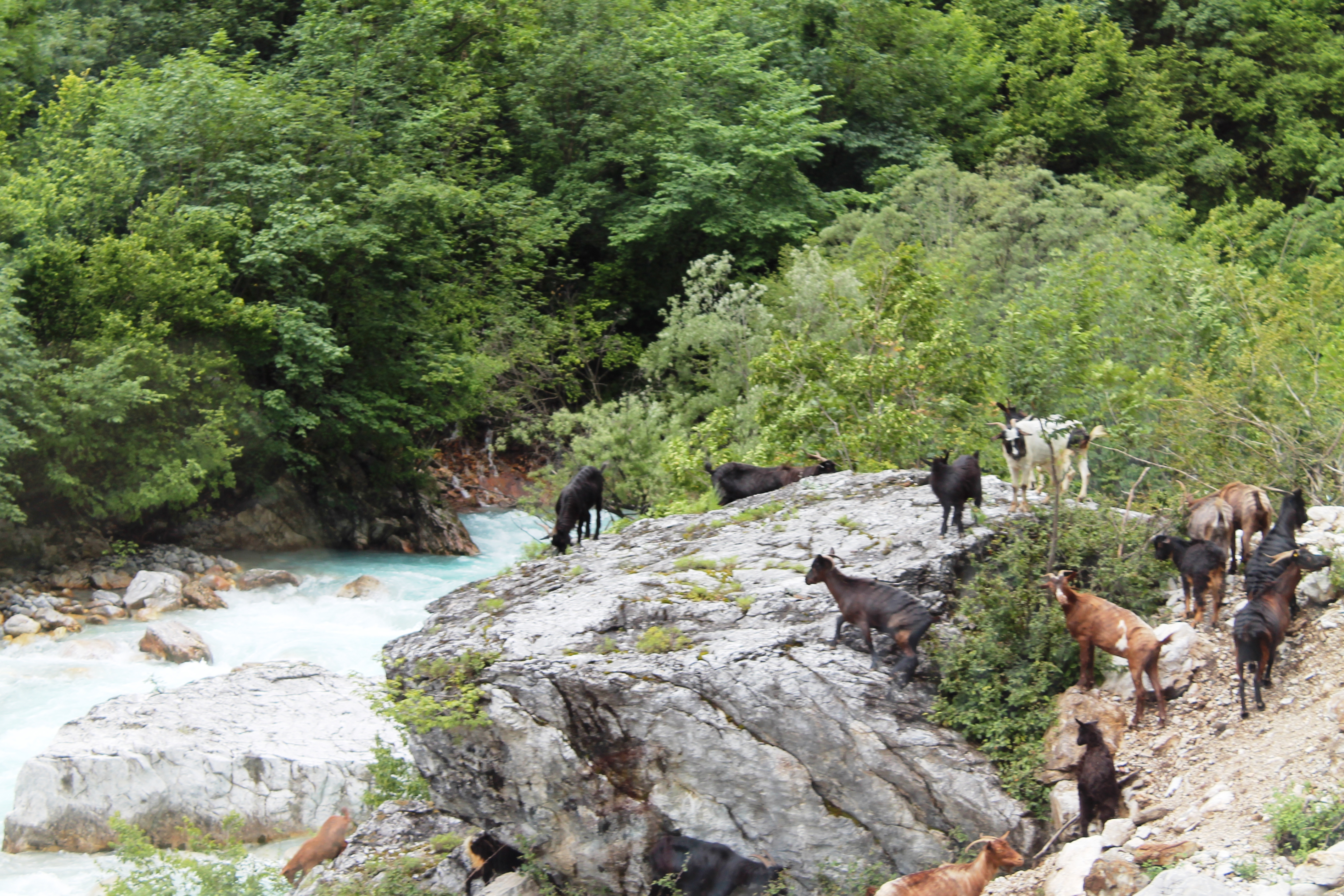
Capre sălbatice pe malul râului Valbona
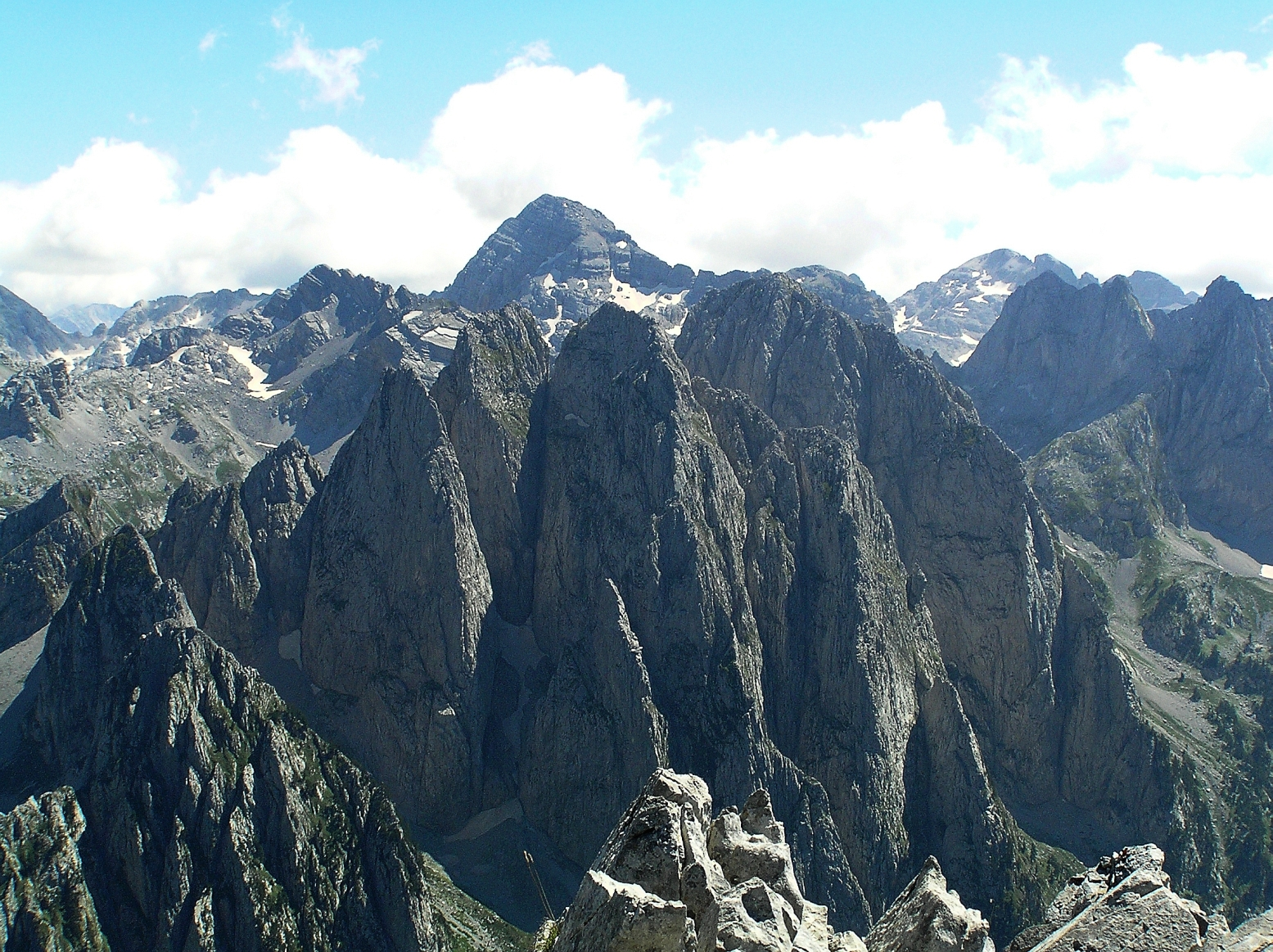
Vârful Jezerca (2.694 m)